# Nazisme

L'esvàstica, símbol indoeuropeu adoptat pel nazisme.

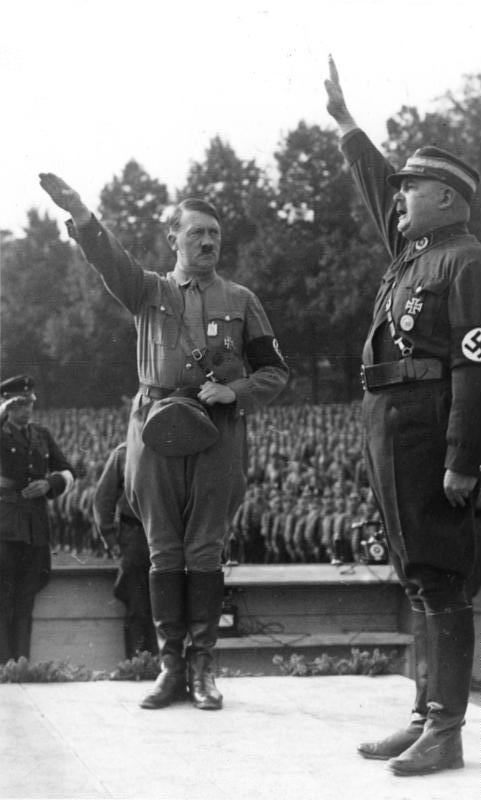
Adolf Hitler, Führer de l'Alemanya nazi, i Ernst Röhm, cofundador i comandant de les Sturmabteilung, realitzant la salutació feixista.

El nazisme o nacionalsocialisme (de l'alemany Nationalsozialismus; AFI: [nɑt͡si̯oˈnɑːlzot͡si̯ɑˌlɪsmʊs]) és la ideologia i pràctiques del Partit Nacional Socialista dels Treballadors Alemanys (NSDAP) d'Adolf Hitler; i les polítiques adoptades pel govern de l'Alemanya Nazi a partir del 1933 fins al 1945, un període també conegut com a Tercer Reich. El nom oficial alemany del partit era Nationalsozialistische Deutsche Arbeiterpartei (NSDAP). El nacionalsocialisme estava relacionat amb el feixisme, per bé que alguns autors l'han considerat la versió més radical i violenta d'aquest, sobretot per les consideracions racistes, especialment antisemites. Alguns altres elements definidors d'aquesta ideologia són l'antiparlamentarisme, el nacionalisme ètnic, l'oposició al liberalisme social, polític i econòmic, l'anticomunisme, la ideologia de sang i sòl o l'eugenèsia de «vida no mereixedora de vida» que va culminar en l'Holocaust.
El terme nazi (en alemany, AFI: [nɑt͡si̯]) fou encunyat per primer cop pel ministre de propaganda Joseph Goebbels, que el va fer servir per a referir-se als membres del seu partit, el Partit Nacionalsocialista dels Treballadors Alemanys (NSDAP), durant un dels seus discursos. Per extensió, la paraula nazi va començar a utilitzar-se amb tot el que es relacionava amb el règim i la ideologia nacionalsocialistes. El discurs nazi promulgava la conquesta de Lebensraum ("espai vital") per a la raça ària al mateix temps que la desaparició de tots els individus, grups i ètnies considerats indesitjables al Tercer Reich, que va culminar en genocidi a gran escala, amb la creació de camps de concentració i camps d'extermini. L'extermini industrial dels jueus és una característica exclusiva del nazisme, comparat amb els altres totalitarismes, amb què comparteix nogensmenys l'antisemitisme, el racisme, el colonialisme, la contra-il·lustració. Altres totalitarismes van utilitzar aquesta única diferència entre el nazisme en una temptativa de rehabilitar, per exemple el feixisme italià.
A Alemanya la rebel·lió contra el racionalisme va donar origen, entre altres coses, a una varietat d'associacions que promovien una tornada a visions romantitzades del passat alemany, en la qual cosa Richard Wagner va tenir alguna influència i una societat ocultista i semisecreta, la Societat Thule —basada en l'ariosofia i primers a usar l'esvàstica en el context de l'època— que va patrocinar el Partit Obrer Alemany (DAP), més tard transformat per Hitler en el Partit Nacionalsocialista Obrer Alemany.

A l'anterior s'ha suggerit que cal agregar factors específicament alemanys. Malgrat que Maurice Duverger considera tals consideracions poc convincents a fi d'explicar el desenvolupament del nazisme, s'ha afirmat que no es pot explicar el nazisme sense considerar el seu origen. 
| « | Un dels mites és el que els alemanys han estat sempre antisemites i antidemocràtics, i que el III Reich i Hitler eren històricament inevitables. Això no és cert. Va fer falta una sèrie d'esdeveniments molt fortuïts perquè els nazis arribessin al poder. Va poder ser diferent. | » |

 També s'ha suggerit entre els factors que expliquen aquest origen s'ha d'esmentar una tradició cultural (volkgeist), que es remunta a personatges tals Lorenz von Stein i Bismarck— en la qual l'Estat adquiria poders dictatorials, demandant ordre, disciplina i control social estricte a fi de garantir el creixement i el benestar econòmic de la població. "L'obra de Hitler no va constituir una singularitat, sinó que es va inscriure en una tradició alemanya de pensament que ha malinterpretat la tríade de valors de la Revolució francesa de 1789: "Llibertat, igualtat i fraternitat". Ha existit un menyspreu cap a la llibertat, que ha estat associada a riscos i pors, de manera que aquesta no és anhelada per molts alemanys. No s'ha buscat la igualtat davant la llei, sinó la igualtat social amb polítiques de redistribució de riquesa i cerca de seguretat que ja havien començat amb la "revolució des de dalt" del canceller Otto von Bismarck (1815-1898). Hitler va continuar aquesta línia quan va arribar al poder".
Aquesta tradició es transforma, sota la influència de personatges tals com Ernst Forsthoff, jurista conservador de gran influència, qui, a partir del període de la República de Weimar, postula que els individus estan subordinats sia a l'«Estat absolut» o al «Volk», sota la direcció d'un líder o Führer. Forsthoff ha estat molt criticat a Alemanya com sent un dels juristes que va legitimar l'Estat nazi. No obstant això, no va ser un membre oficial d'aquest partit i fins i tot la seva càtedra va ser prohibida per la Gestapo. Després de la guerra, Forsthoff va canviar la seva posició al fet que els individus estan sotmesos a la demandes de la tecnologia i va tenir una participació destacada com a representant de la tendència “conservativa radical” al gran debat en aquest país sobre el paper de la llei en el context de la constitució que es proposava.
El nazisme transforma, sense molta dificultat, aquest culte per força del més fort que és l'ari en un antisemitisme pur i simple, utilitzant la preexistent llegenda d'una conspiració jueva per prendre el control mundial (vegeu Nou Ordre Mundial (conspiració) i Els protocols dels savis de Sion) per explicar la derrota alemanya en la Primera Guerra Mundial: l'exèrcit d'aquest país va ser traït i «apunyalat a l'esquena» (vegeu Llegenda de la punyalada per l'esquena) pels bolxevics i jueus. Aquesta «traïció» s'estén al govern socialdemòcrata de la República de Weimar que permet ara que aquests mateixos jueus i altres financers es beneficiïn de la inflació, i altres problemes que afecten els alemanys. Adduint a més que molts dels principals líders comunistes són també jueus, assimilen tots dos conceptes en una gran «conspiració judeo-marxista». Per exemple, Pablo Jiménez Cores cita a Hitler: «em vaig convertir en un fanàtic antisemita, ja que havia esbrinat que el jueu abraçava l'obra de Marx -teoria de la conspiració judeo-marxista- indicant que: la doctrina jueva del marxista rebutjava el principi aristocràtic de la naturalesa i en lloc de l'etern privilegi de la força i energia, col·loca el seu munt i pes mort de nombres. D'aquesta sort, nega el valor de l'individu.... i combat la importància de la nacionalitat i de la raça... sent l'únic resultat per als habitants d'aquesta terra... la ruïna»»
El nazisme es concreta com una ideologia totalitària d'índole feixista en la mesura en què es caracteritza per donar una importància central i absoluta a l'Estat —a partir del qual s'ha d'organitzar tota activitat nacional (vegeu Gleichschaltung)— representat o encarnat i sota la direcció o lideratge d'un cabdill suprem, en aquest cas Hitler, i per proposar un racisme, nacionalisme i imperialisme visceral que ha de portar a conquerir els pobles que es considerin inferiors (vegeu Lebensraum). A partir de 1926, Hitler va centralitzar de forma creixent la capacitat de decisions en el partit. Els dirigents locals i regionals i altres càrrecs no eren elegits, sinó nomenats, d'acord amb el Führerprinzip (‘principi d'autoritat’) directament per Hitler, i a ell responien, demandant, al seu torn, obediència absoluta dels seus subordinats. El poder i autoritat emanava del capdavanter, no de la base.

## Història

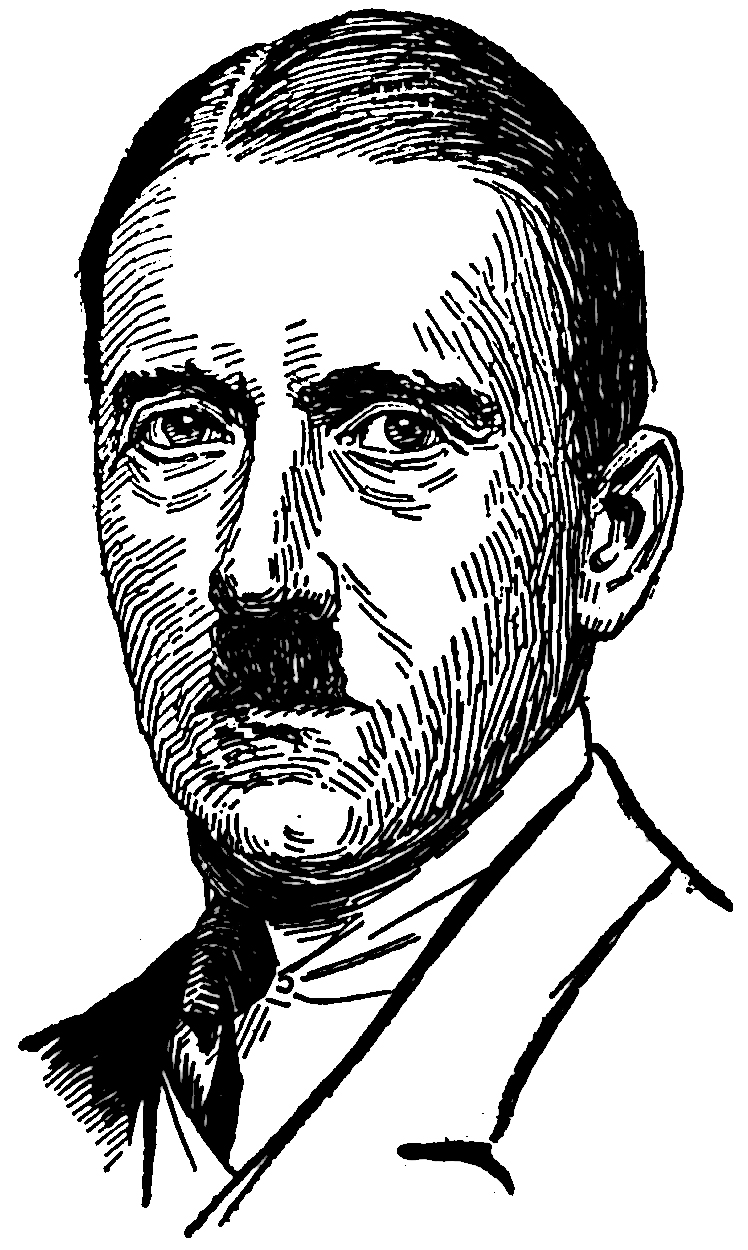
Retrat a llapis d'Adolf Hitler, 1923.

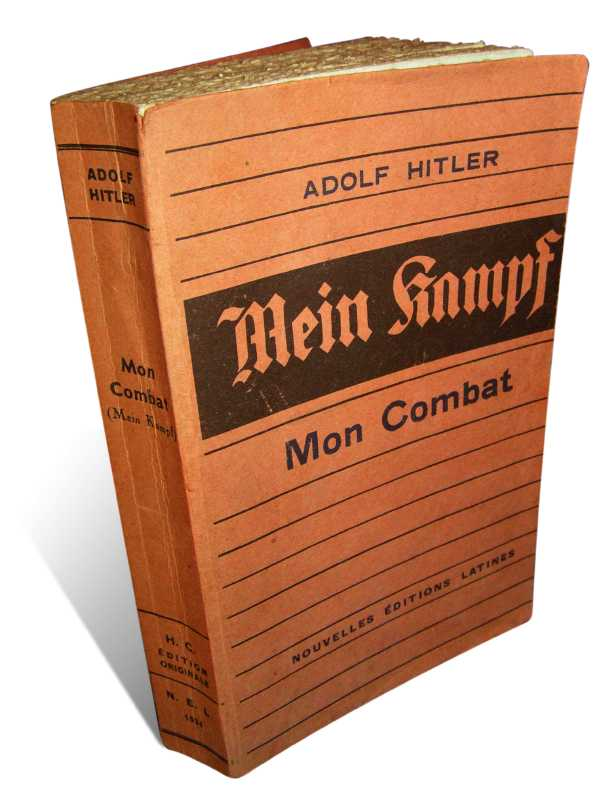
El llibre Mein Kampf.

Aquesta ideologia apareix a l'Alemanya dels anys 30, just quan a les dures condicions de pau que se li havien imposat després de la Primera Guerra Mundial, s'hi van sumar els estralls econòmics provocats pel Crack del 1929 i la Gran Depressió. El gener del 1933, Hitler va ser nomenat primer ministre d'Alemanya pel President de la Primera República, Paul von Hindenburg, gràcies a la seva victòria electoral i al suport d'altres partits polítics. Quan el president de la república va morir el 2 d'agost del 1934, Hitler va unificar els càrrecs de canceller amb el de president.
Apareix centrat al voltant de la figura d'Adolf Hitler i la seva obra Mein Kampf (en alemany, «La meva lluita»), que recull les seves idees centrades en l'atac al comunisme, cosa que li va suposar l'ajut d'una part de les classes altes. Alemanya va entendre que la seva derrota en la Primera Guerra Mundial, havia estat humiliant. El Tractat de Versalles havia estat especialment dur amb els alemanys. Tanmateix, el país havia quedat arrasat i la seva economia estava enfonsada. La nova República de Weimar, organitzada com un règim democràtic liberal, va haver de fer front a aquesta situació problemàtica, i amb no gaire èxit. En aquest context de crisi, apareixen a Alemanya els nazis, com ho havien fet els feixistes a Itàlia.
L'any 1919, Drexler va crear el DAP (Deutsche Arbeiterpartei, partit dels treballadors alemanys) partit que, un cop sota la direcció de Hitler (l'any 1921) va passar a ser el NSDAP, el partit nacionalsocialista, des del que els nazis van intentar assolir el poder. L'any 1923, Hitler ho va intentar amb un cop d'estat (putsch de Múnic), però va fracassar.
La recuperació econòmica que va experimentar el país a partir del 1924 (amb l'inestimable ajut del nord-americà Pla Dawes), va reduir les accions dels nazis. La crisi econòmica a partir del 1929 va fer reactivar l'oposició. Els nazis van anar guanyant adeptes entre una població abocada a l'atur i a la misèria. Gent de diversa extracció social va anar combregant amb els missatges demagògics dels nazis, que prometien a tothom solucions a la crisi.
La progressió electoral va fer que el president de la República Hindenburg nomenés Hitler canceller. Era el gener del 1933. Poques setmanes més tard, i aprofitant l'incendi del Reichstag, del que es va acusar els comunistes, Hitler va convertir la República en un estat totalitari. Sense necessitat de derogar la constitució de Weimar del govern anterior, va introduir mesures en un procés de transformació del país anomenat Gleichschaltung. Va suprimir les llibertats, va prohibir els partits polítics i els sindicats i va institucionalitzar un règim dictatorial, imposant els principis de la doctrina nazi. A la mort de Hindenburg el 1934 va reunir en la seva persona tots els poders i decretar el seu títol de «Führer i canceller del Reich», un canvi que va ser aprovat per més de 89% de la població al Referèndum sobre el cap d'estat del Reich.
A diferència del feixisme tal com el formulava Benito Mussolini a Itàlia, el nazisme va tenir un fort component racista i antisemita. Els jueus, acusats de ser els culpables de tots els mals que havia patit i patia el país, van ser convertits en els principals enemics. El que justificava la seva persecució i l'intent d'exterminar-los com a poble. Els camps de concentració, repartits per tot el Tercer Reich, van ser testimonis muts de la barbàrie nazi, que va ser condemnada, després d'acabada la guerra, als Judicis de Nuremberg.
Durant la Segona Guerra Mundial, Alemanya va arribar a dominar bona part d'Europa. El domini nazi s'escampava com una taca d'oli i trobava tant partidaris (els col·laboracionistes), com opositors (la Resistència).
Però després de les victòries van arribar les derrotes. Quan a l'inici del 1945, la desfeta era iminent, els nazis van assajar d'amagar i fer desaparèixer els testimonis inquietants dels seus crims i els possibles aliats dels vencedors. A les últimes setmanes del règim, van assassinar desenes de milers de persones durant 410 crims de la fase final, dels quals els més coneguts són les marxes de la mort per a evacuar els camps de concentració. L'Alemanya de Hitler fou vençuda pels aliats el maig 1945. Hitler va preferir suïcidar-se abans de lliurar-se. Malauradament, amb la seva mort no s'ha acabat el nazisme, que fins avui troba aficionats.

## L'ascens al poder del nazisme
El govern de la República de Weimar va ser un govern en crisi constant, amb freqüents divisions d'aliances faccionals formades al voltant de personalitats. Desgraciadament ni la majoria dels polítics -amb l'excepció dels social-demòcrates- ni els industrialistes, ni l'exèrcit, ni el petit sector de classes mitjanes ni l'aristocràcia ni molts sectors populars tenien interès en la democràcia. En les paraules d'una declaració del Partit Conservador Alemany: "Odiem amb tot el nostre cor la present forma de l'Estat Alemany perquè ens nega l'esperança de rescatar la nostra esclavitzada pàtria, de purificar el poble alemany de la mentida de la guerra i de guanyar el necessari territori a l'Est".
Una de les principals personalitats de l'època -Franz von Papin- va perdre posició enfront de la facció de Kurt von Schleicher, qui, novament va ser incapaç d'obtenir suport majoritari. Von Papin va concebre reemplaçar-lo amb "una cara nova", la de Hitler, que seria -en l'opinió de Papin- fàcil de manipular: el partit nazi començava a mostrar desgast electoral, perdent -juliol de 1932- 34 escons, reduint a 196 "diputats" sobre un total de 608. Addicionalment, el partit s'estava quedant sense fons. Aparentment el pla de von Papin era promoure una dictadura mitjançant d'un cop d'estat que -en la seva opinió tant von Papin com von Schleicher eren membres del Moviment Revolucionari Conservador. Els principals ideòlegs d'aquest moviment van ser Oswald Spengler, Carl Schmitt, Ernst Jünger i Edgar Julius Jung, qui va arribar a ser secretari polític de von Papin, escrivint els seus discursos. La intenció general del grup era l'establiment d'una dictadura amb la finalitat de "despolititzar les masses i excloure-les de la direcció de l'Estat". En aquest projecte Hitler era útil -"Hem emprat a Hitler" va comentar von Papin quan Hitler va ser nomenat canceller- però no un aliat de llarg termini: entre altres crítiques, Jung l'acusava de "liberalisme i democratisme". Addicionalment, Hitler professava obertament menyspreu per l'economia i les polítiques administratives, la qual cosa va fer que els conservadors pensessin que seria o fàcilment manipulable o que conduiria al caos, ambdues situacions redundant en favor del projecte conservador. Seria inevitable el caos que el govern de Hitler produiria (atès que no només una vegada més el govern seria incapaç de funcionar sinó que l'ús de confrontació i violència per "l'incapaç" Hitler produiria una demanda popular per la restauració de l'ordre). Von Papin va tenir una reunió amb Hitler a través dels bons oficis del banquer von Schroeder, la qual cosa es va concretar -el 4 de gener de 1933 a la casa d'aquest últim, arribant a un acord. Hitler va ser nomenat Canceller d'Alemanya el 30 de gener de 1933 (la data és coneguda com a Machtergreifung). No obstant això, la coalició que «donava suport» al nou canceller era minoritària i no passava de 247 escons.
Amb posterioritat al seu nomenament Hitler va demanar a l'ancià president Paul von Hindenburg que dissolgués el Reichstag, la qual cosa va ser acceptada i es van fixar eleccions pel 5 de març de 1933. El 27 de febrer va ocórrer l'Incendi del Reichstag -possiblement sota ordres de Hitler. D'acord amb la declaració de von Papin enfront dels tribunals de Nuremberg, la possibilitat d'activar els poders especials va ser discutida durant la primera reunió del gabinet de Hitler, sent rebutjada perquè es requerien circumstàncies especials que, en aquest moment, no existien. L'endemà Hitler va declarar l'estat d'emergència, que incloïa disposicions tals com la suspensió de la llibertat d'opinió i premsa, l'abolició del dret a la privadesa, inclòs a les comunicacions privades, disposició d'ordres d'arrest i de violació de domicili, etc., sense les garanties legals normals (incloent la suspensió de l'habeas corpus), la il·legalització del partit comunista, etc. I va demanar que Hindenburg signés el Decret de l'Incendi del Reichstag, abolint la majoria de les disposicions dels drets fonamentals de la constitució de 1919 de la República de Weimar.
Seguint l'anterior fet les eleccions de març van donar als nazis i els seus aliats el 44% del vot, encara no una majoria. La resposta de Hitler va ser demanar que el Reichtag li concedís poders plens, en la forma de la Llei habilitant de 1933 -situació permesa per la Constitució de Weimar per donar-li al Canceller el poder de passar lleis a decrets, sense la intervenció del Reichstag en casos excepcionals- Els càlculs de von Papen semblava estar concretant-se. No obstant això, si bé Hitler estava a favor d'una dictadura, no estava disposat a implementar-la a favor d'algun altre. El 23 de març de 1933 el parlament es va reunir a discutir la qüestió. En una atmosfera de creixent intimidació els parlamentaris van haver d'ingressar creuant un anell que deia "Els poders totals... o foc i mort". Solament els social-demòcrates es van oposar (els comunistes havien estat arrestats o assassinats íntegrament). Otto Wels -president dels socialdemòcrates- va proclamar: "Nosaltres els socialdemòcrates ens comprometem en aquesta hora històrica als principis d'humanitat i justícia, de llibertat i socialisme. Cap acta habilitant l'habilita a Vostè a destruir idees que són eternes i indestructibles". Mirant directament a Hitler, va agregar: "Vostès poden llevar-nos la llibertat i la vida, però no poden privar-nos del nostre honor. Estem indefensos, però no desgraciats". Hitler es va enfadar i va respondre cridant:

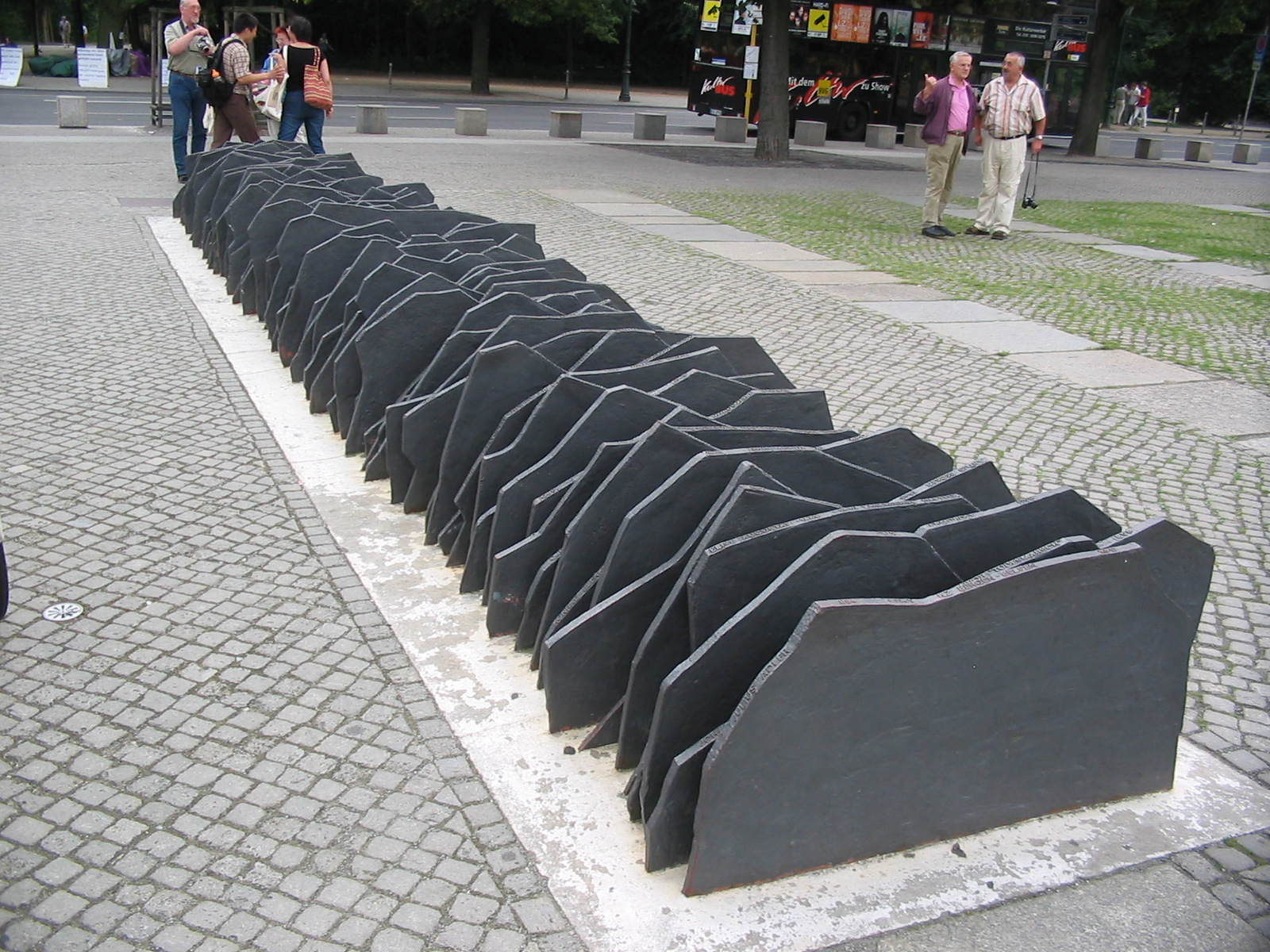
Memorial a Berlín. Cadascuna de les pissarres representa als 96 membres del Reichstag assassinats pels nazis, després de l'accés d'aquests al poder.

"Vostès ja no són necessaris, l'estrella d'Alemanya s'alçarà i la de Vostès s'enfonsarà. L'hora de la seva mort ha arribat". Shirer.
Aquesta va ser l'última sessió d'un Reichtag amb oposició. Poc després, el partit social-demòcrata va ser prohibit i la resta (a part dels nazis) es van dissoldre. Von Papin va haver d'acontentar-se amb el lloc de vicecanceller, des del qual havia esperat poder manipular a Hitler, però amb resultats de tan poca importància que va ser trobat innocent en els Judicis de Nuremberg.

### De canceller alemany a Führer delReich dels mil anys
El procés va començar a culminar durant la nit dels ganivets llargs (entre el 30 de juny i el 2 de juliol de 1934) quan els últims elements que gosaven dubtar de la infal·libilitat de Hitler -àdhuc implícitament- van ser eliminats políticament o assassinats, incloent Kurt von Schleicher -a qui Hitler havia reemplaçat com a canceller- i associats de von Papin -qui va ser arrestat. També van ser assassinats antics camarades de Hitler, com Gregor Strasser, Gustav Ritter von Kahr i Ernst Röhm (aquest últim sota sospita de deslleialtat i, en tot cas, ja no convenient per a un Hitler en el poder).
Hores després de la mort del president Hindenburg (2 d'agost de 1934), Hitler va publicar una llei (datada el 1r d'agost) que estableix: "La posició de President del Reich serà combinada amb la del Canceller. L'autoritat del president serà per tant transferida al present canceller i Führer, Adolf Hitler. Ell seleccionarà el seu diputat. Aquesta llei és efectiva a partir de la mort del President von Hindenburg". Començava així el Tercer Reich, que la propaganda afirmava que duraria mil anys.
A continuació es va anunciar que tindria lloc un plebiscit, per donar l'oportunitat al poble alemany d'expressar la seva aprovació. Aquest va tenir lloc el 19 d'agost del mateix any, i Hitler va obtenir un 90% d'aprovació -38 milions de vots-. L'endemà es van introduir a través del Reich juraments obligatoris de lleialtat personal no a l'estat o a Alemanya sinó a Hitler, especialment a les escoles, fàbriques, servei públic i exèrcit. Així, la voluntat del Führer es transformava en la llei. L'aplicació d'aquest principi va resultar en formes totalitàries de control i repressió, ja que qualsevol oposició als designis del Führer era, per definició, antinacional.

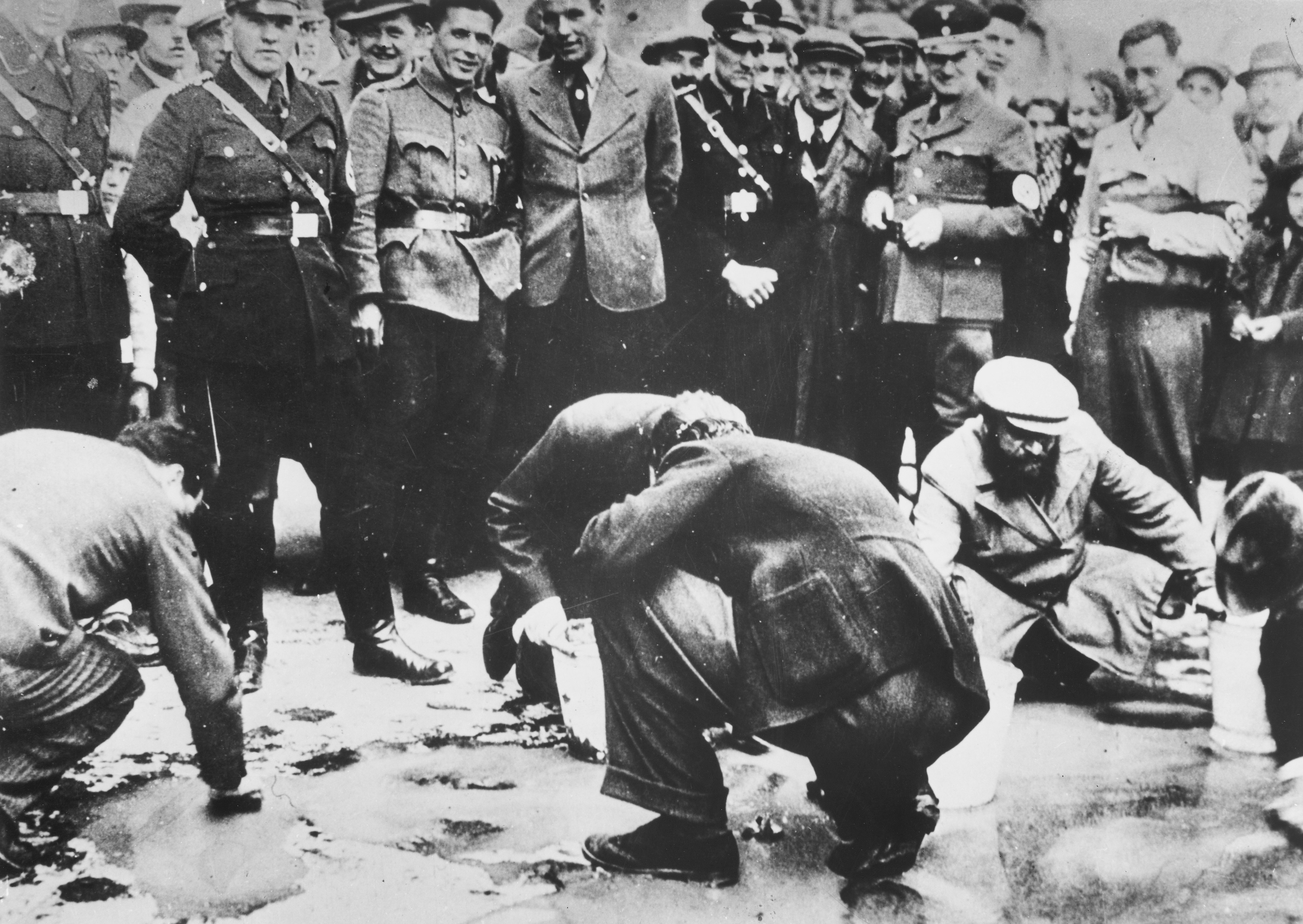
Jueus obligats a netejar el carrer (Àustria), Març de 1938.

El 12 de març de 1938 Àustria va ser annexada al Reich. El programa original del partit nazi, que existia des de la seva creació com a Partit Obrer Alemany, va ser mantingut en principi, però en realitat la percepció era que "Hitler és el partit", la qual cosa va crear una situació més aviat confusa en la pràctica. Aquest programa incloïa: Abolició del Tractat de Versalles. Unificació en un territori i sota un govern comú a tots els alemanys amb terres i territoris (colònies) suficients com per mantenir als ciutadans (La Gran Alemanya). Solament els membres de "la raça" poden ser ciutadans. Expulsar dels territoris alemanys a tots els no alemanys que hagin arribat des de 1914 i manteniment de la resta amb permís del govern i com a hostes. Obligació de l'Estat de proveir l'oportunitat de bona vida per a tots els ciutadans. Obligació dels ciutadans de treballar físicament i espiritualment. Abolició d'ingressos que no siguin del treball. Establiment i defensa d'un "cristianisme positiu", hi ha gran confusió del que s'entenia per aquest terme, no obstant això, en la pràctica, va significar la promoció pel govern nazi d'una "Església Alemanya', que, es proposava, eventualment aboliria tot element jueu del culte, tals com la Bíblia i els crucifixs, canviant-los pel Mein Kempf i una espasa. Govern en benefici de l'interès nacional sobre el particular, imposar l'ordre, etc.
El règim que es va implantar va exercir un fort control sobre cada aspecte de la societat, mostrant especial interès a l'educació de la joventut alemanya. Des de la infància, s'ensenya als nens a ser durs i a sofrir la lluita per ser el més fort, seleccionant a poc a poc a uns escollits que aniran conformant una nova elit de guerrers sagrats (la Schutzstaffel) a manera d'una nova Esparta naixent i victoriosa. La ciència tampoc escapa a la influència del partit que la utilitza per justificar les seves idees o per buscar noves armes per a la guerra que es venia preparant.

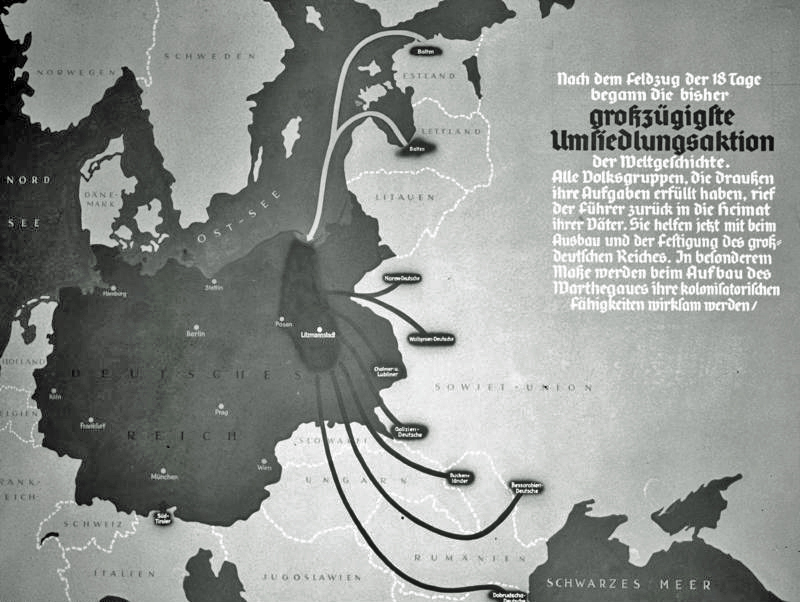
"Origen dels repobladors" - Mapa mostrant el planejat trasllat de la població polonesa per ser esclavitzada.

Amb relació a l'Europa "no-occidental" o regió en la qual "la raça" podria expandir-se, existeixen documents que suggereixen que la intenció era establir formes de govern al servei dels alemanys i basades sobre un sistema de castes, d'acord amb les quals la funció de la població (treballador (esclau/camperol/obrer) -supervisor i amo (sacerdot-guerrer) s'establiria d'acord amb la seva “raça”, sota la direcció de les Schutzstaffel, o SS. (vegeu Generalplan Ost): els eslaus, polonesos, russos, etc., serien exterminats en la seva majoria, i els qui sobrevisquessin serien traslladats "a l'est" on, tractats com a esclaus (negant-se'ls tota educació, tractaments mèdics, etc.) eventualment s'extingirien. Atès que no hi havia suficients "aris", membres de races "intermèdies" (letons, estonians, txecs, ucraïnesos, etc.) continuarien existint com a camperols i mà d'obra amb algunes garanties, sota control d'amos i supervisors alemanys, especialment membres de les SS, que rebrien terres i esclaus en relació als seus "mèrits".
En el cas de gitanos i jueus aquests plans de llarg termini amb "races inferiors" van ser posats en execució fins i tot durant la guerra mateixa, a l'anomenat programa de Solució Final.

### Persecució i repressió

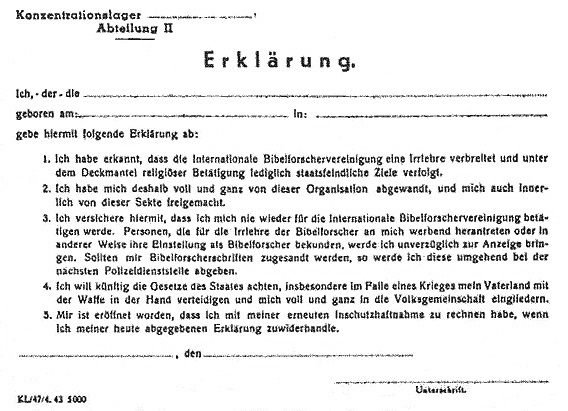
Formulari de declaració de renúncia a ser Testimonis de Jehovà- sota pena de re-internament en "Camp de concentració".

Hitler va aplicar la repressió contra un ampli espectre de ciutadans: jueus (definits com a enemics de la nació), comunistes, testimonis de Jehovà, homosexuals i tot allò que s'oposés a l'estreta definició nazi de la "nació".
La repressió la van portar a terme prioritàriament les SS, forces paramilitars creades el 1925 i enfortides pel règim, i la Gestapo, policia secreta nazi que responia a les SS, i que comptava amb una densa xarxa d'espies i delators.
El terror s'exercia de forma directa: per mitjà de la censura, les agressions físiques, els arrestos i les detencions en camps de treball.

## Característiques
El nacionalsocialisme alemany presenta característiques similars al feixisme italià:
- Primacia de l'Estat sobre l'individu i sobre qualsevol altra entitat.
- Creença en el racisme i la seva aplicació pràctica en forma de segregació racial, exclusió, eugenèsia i violència: la raça nòrdica alemanya era considerada la "raça ària", mentre que la resta formava una jerarquia de "races inferiors", amb els jueus rebent la pitjor consideració. El no-mestissatge i la consideració diferencial envers les altres races en constituïen trets ideològics bàsics (sorprenentment hi hagué forces polítiques musulmanes que durant la Segona Guerra Mundial van donar suport al partit de Hitler)
- Exaltació d'un guia o Führer.
- Defensa de l'imperialisme: Alemanya tenia el dret a envair els territoris que creia seus.
- Militarisme i violència. Com en altres ideologies totalitàries, la violència i la guerra eren exaltades.

Pel que respecta a la violència, era la norma de funcionament: es van crear uns cossos especials de policia o parapolicials (com la Gestapo, les Sturmabteilung o SA, guàrdia personal de Hitler) que es dedicaven a perseguir tots aquells que s'atrevissin a actuar contra el règim o a expressar la seva oposició a Hitler. D'altra banda, el control de la informació i del pensament constitueix una altra característica de l'Estat nacionalsocialista; això s'aconseguia mitjançant el control dels diaris i de la ràdio.

## Símbols

Bandera de Guerra, 1938-1945
Bandera de l'Ordnungspolizei
Estendard de les Tropes de Muntanya
Banderí d'infanteria
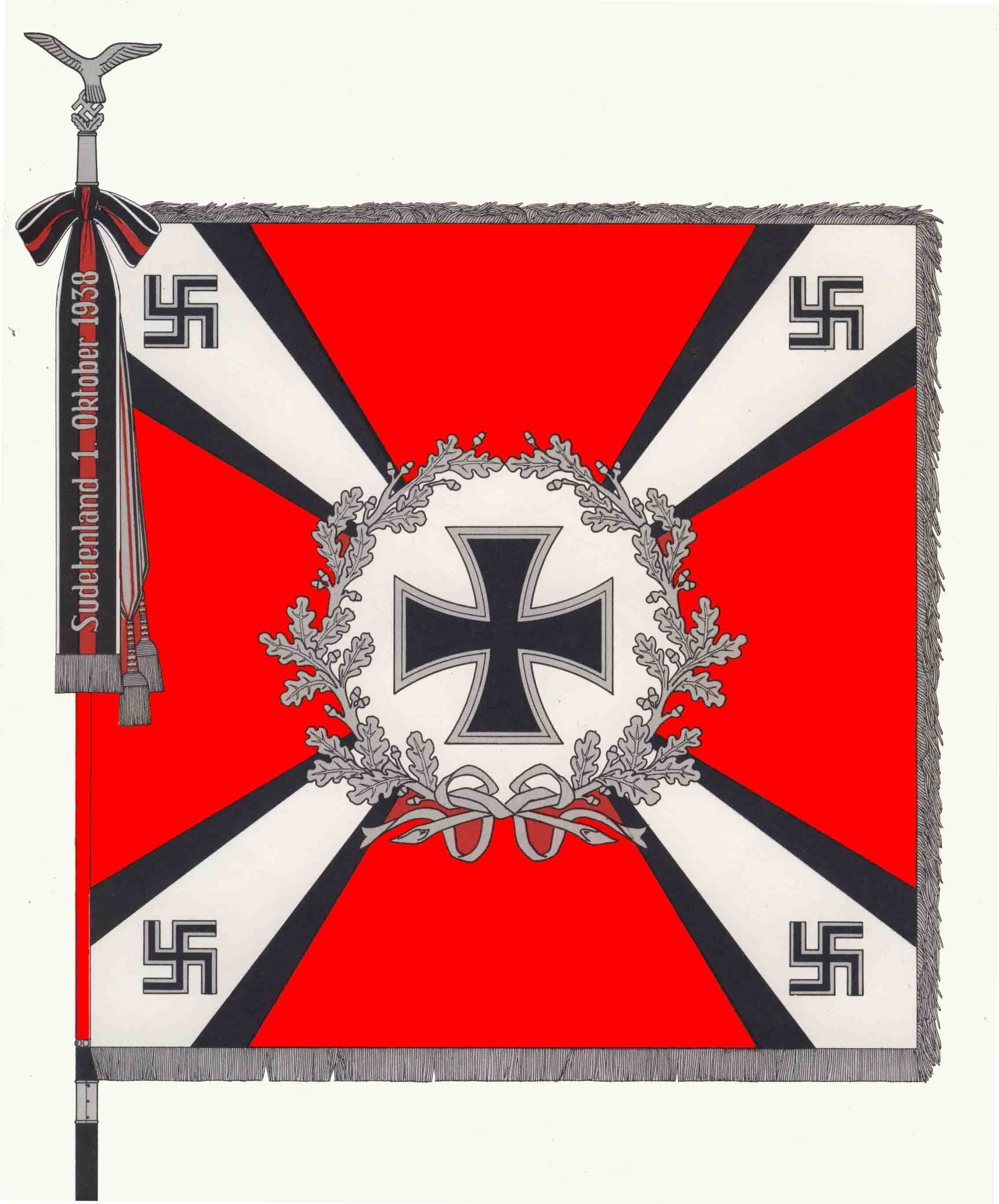
Bandera d'artilleria
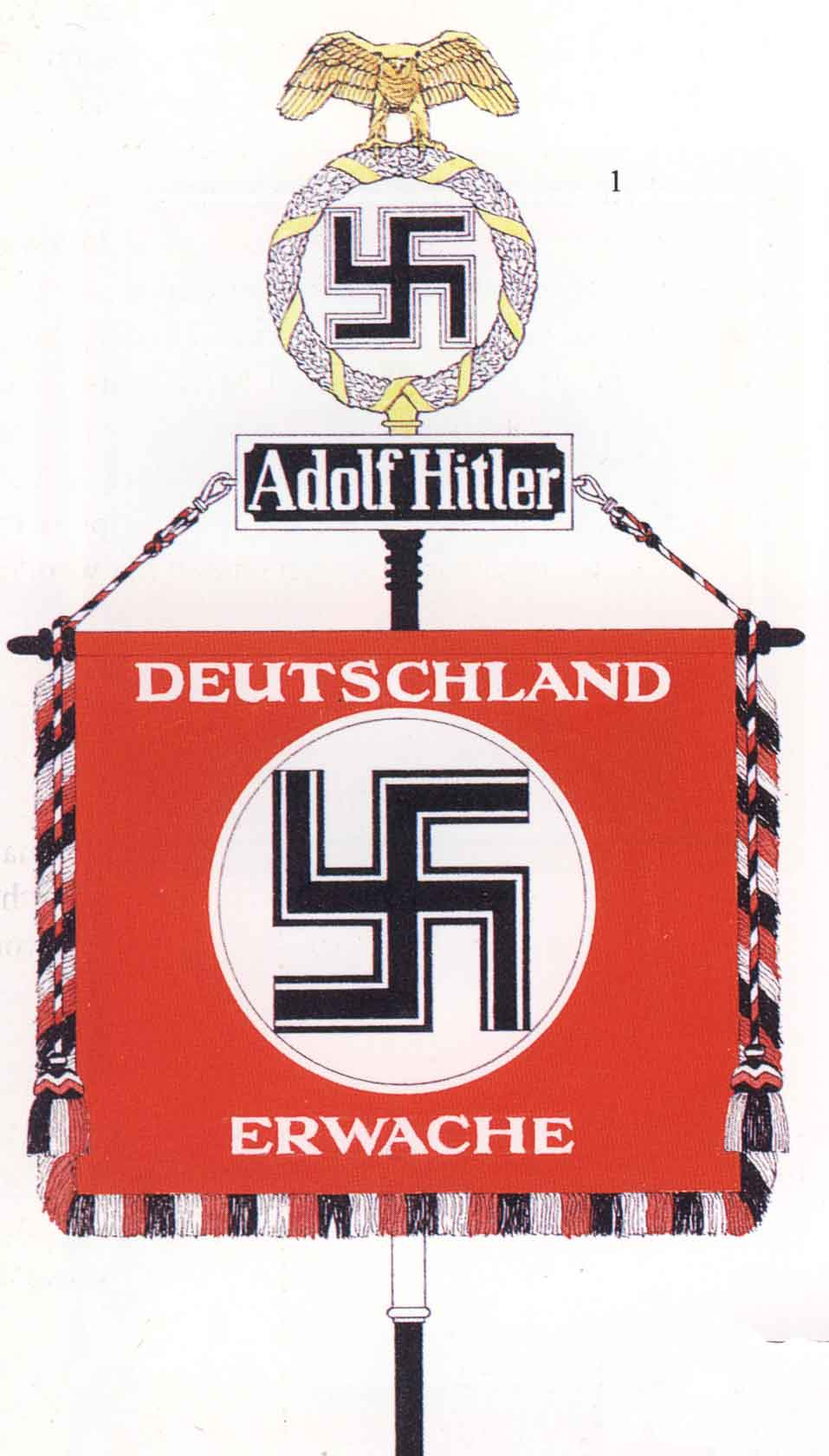
Estendard nazi molt present a les manifestacions

## Economia política dels nazis
Aquesta és una àrea complexa, els nazis no tenien un programa econòmic pròpiament dit, la qual cosa va crear una confusió en la pràctica (vegeu Gottfried Feder), especialment quan van arribar al poder. Hitler resumeix la posició així: "La característica bàsica de la nostra teoria econòmica és que no tenim cap teoria en absolut.". Els nazis consideraven que el realment important és la "puixança" o la voluntat de les nacions: si aquestes tenen esperit, decisió i direcció adequada, tindran èxit, qualsevol siguin les circumstàncies, Hitler: "La història del món ens ensenya que cap poble ha arribat a ser gran a través de la seva economia però que molt bé poden morir a través d'ella"....."l'economia és una mica d'importància secundària". El que possibilita o demanda que "el líder" tingui la capacitat de prendre les mesures adequades en cada situació. Per a Hitler en particular, propostes basades en la solidaritat són un complot per destruir aquesta puixança entre les races superiors, per la qual cosa rebutjava específicament la concepció socialista. Hitler: "la meva interpretació del socialisme no té res a veure amb el socialisme marxista,"... "el marxisme és anti-propietat; el veritable socialisme no ho és". A partir d'això, la proposta nazi sobre l'economia política era una mescla imprecisa de darwinisme social amb el dirigisme, en la qual l'estat permet tant la propietat privada com la competència -el que és positiu "perquè promou els més capaços a posicions superiors"- però reserva a l'Estat el dret a establir l'interès nacional.
Cèsar Santoro, un feixista que va visitar Alemanya durant l'època, ho posa així: "A la declaració programàtica, ja citada al principi de la nostra obra, Adolf Hitler va anunciar que el nou govern es proposava “vetllar pels interessos econòmics del poble alemany no pel camí tortuós d'una gran economia burocràtica organitzada per l'Estat sinó per l'impuls més fort de la iniciativa particular sobre la base del reconeixement de la propietat privada”.
El reconeixement del principi que, en contrast amb el que ocorre a la Rússia soviètica, l'Estat té per missió dirigir l'economia però no administrar-la per si mateix (funció que correspon exclusivament a l'economia mateixa) no pot ser més explícitament expressat. També així ha estat establert solemnement el principi de la propietat privada amb el que s'estimula al patró a eixamplar més la seva empresa per aconseguir els majors resultats possibles.
Aquests dos principis determinen les normes directives per a la reorganització nacionalsocialista de l'economia industrial; aquelles exigeixen una administració autònoma la missió de la qual consisteix a assessorar i tutelar a les associacions industrials o als socis que formen part d'ella. Aquesta administració té el deure de transmetre al govern els desitjos dels patrons que prenen part en l'obra de reconstrucció econòmica".
Hitler sembla entendre el paper de l'estat com dirigint però també donant suport a la indústria nacional a través de proporcionar estabilitat econòmica i diversos programes específics, tals com proporcionant "mà d'obra barata", com és il·lustrat en la famosa pel·lícula "La llista de Schindler".
No obstant això, l'anterior no produeix una proposta específica sobre com resoldre els problemes econòmics d'Alemanya quan Hitler va arribar al poder. Això va ser resolt a través del nomenament d'alguns "professionals" en posicions de responsabilitat. Això va donar a Hitler l'oportunitat de poder triar entre diferents i competitives propostes, seleccionant la que considerés més adequada.

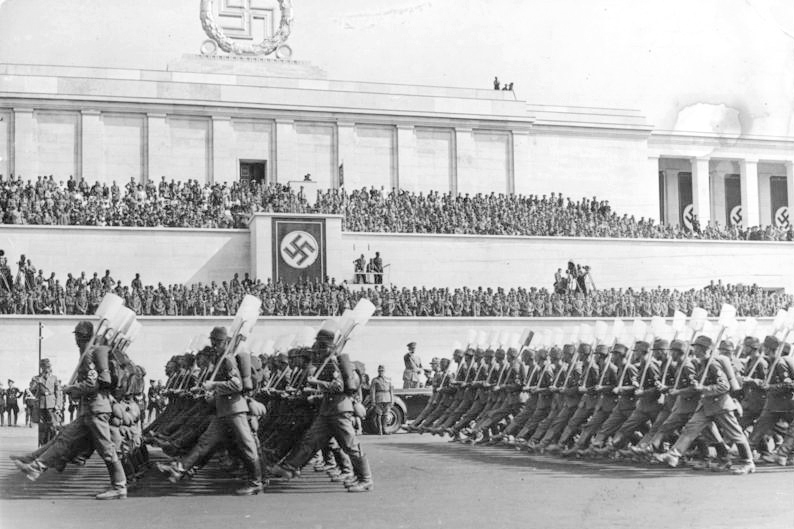
Desfilada de Forces del Servei de Treball - durant un dels Congressos de Nuremberg - Setembre de 1937 - a l'estadi construït per al propòsit.

A partir de 1933 es va implementar l'anomenat "Programa de Reinhardt", que era un ambiciós projecte de foment econòmic a través del desenvolupament de la infraestructura amb la construcció directa per l'estat de projectes d'obres públiques com autopistes, xarxes de ferrocarrils, canals -tant de reg com de transport (per exemple, va reiniciar la construcció del Canal Rin-Men-Danubi), estadis, etc. Combinats amb incentius (com la reducció o l'eliminació d'impostos a la inversió) i l'expansió de la despesa militar, etc. El 1936 la despesa estatal en assumptes militars excedia a les despeses en assumptes civils i arribava al 10% del Producte Nacional Brut, més que qualsevol altra nació europea en aquesta època. A nivell dels treballadors, el "programa" va significar l'eliminació dels sindicats independents (reemplaçats per un organisme sindical/patronal únic, sota control nazi - vegeu el Front Alemany del Treball), que es va mantenir durant tot el govern nazi.
El 1934 Hjalmar Schacht va ser nomenat ministre d'economia, amb la intenció (i sota instruccions secretes) d'aconseguir el rearmament i desenvolupar una política que aconseguís l'autarquia o independència econòmica d'Alemanya. Per aconseguir això Schacht necessitava tant reindustrialitzar Alemanya com poder comprar matèries primeres a l'estranger, evitant al mateix temps una tornada a la inflació, la qual cosa al seu torn requeria estabilitzar la moneda alemanya (fer-la acceptable a nivell internacional) i la reducció del dèficit pressupostari de l'Estat. Schacht proposa en un Nou "Pla de quatre anys" documents basats en l'ús de "Bitllets Mefo", una espècie de circulant pseudomonetari a l'estil de "lletres de canvi" o títols de crèdit, teòricament d'una empresa independent (MEFO) però que permetien a l'estat atorgar crèdits a indústries sense trencar les regles monetàries acceptades, atès que aquestes "lletres de canvi" estaven relacionades no amb un lapse de temps sinó amb un resultat econòmic (per exemple, el valor d'un ferrocarril en ser construït) i a aconseguir que països estrangers -especialment a l'Amèrica Llatina i al sud-est d'Europa- venguessin els seus productes a Alemanya pagats sia per mitjà d'un intercanvi directe amb productes manufacturats a Alemanya o en "dipòsits bancaris a Alemanya", que solament podien ser gastats en aquest país, específicament, que no podien ser retirats en monedes estrangeres. Referent al projecte autàrquic, Schacht va implementar el desenvolupament de productes substituts o ersatz. Ersatz és un prefix de l'idioma alemany que, anteposant-se a una paraula, significa substitut o reemplaçament: per exemple “ersatzkaffee” significa “substitut de cafè”. Entre els productes ersatz desenvolupats industrialment sota el projecte i que van adquirir importància posteriorment es troben el surimi, la margarina, el desenvolupament de substituts de formatges i proteïnes a partir de la soja, la silicona, l'ús del benzè, etc.
Schacht també va crear un sistema financer que va permetre a l'estat alemany utilitzar els "diners d'estrangers" dipositats en bancs alemanys. Aquest sistema va constituir les bases de l'utilitzat per a l'administració, primer, dels fons de jueus i, posteriorment, dels cabals en països conquerits, a l'Acta d'acusació en els judicis de Nuremberg.

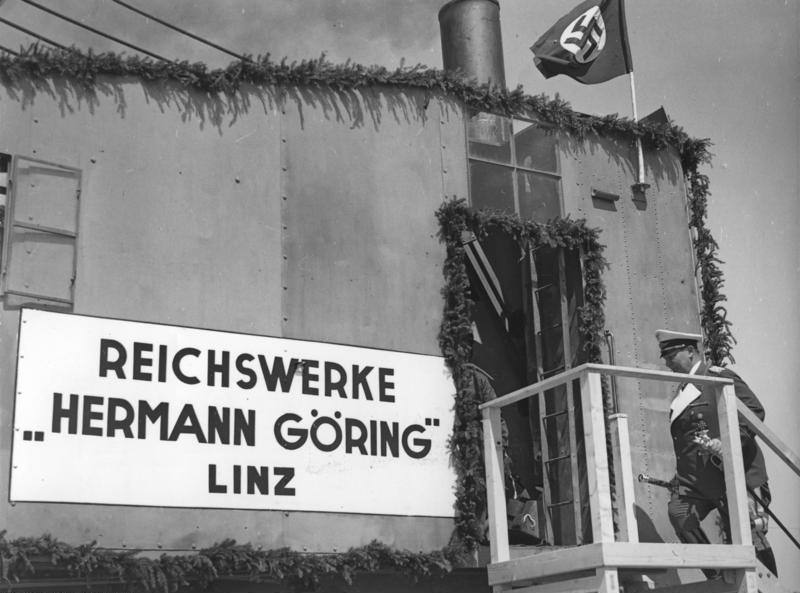
Göring visitant una caserna de la Reichswerke.

El 1935 tot l'anterior es va combinar en l'anomenada "economia de guerra", la qual cosa -a nivell pràctic- va significar la introducció de mesures "militaritzades" de reducció de la desocupació -l'anomenat Reichsarbeitsdienst (o RAD: Servei de Treball del Reich, introduït al juliol de 1934). Això al seu torn va justificar l'expansió de la despesa militar amb l'excusa que eren mesures de reducció de la desocupació.
A partir de 1935-36, es va desenvolupar un debat entre els encarregats de la política econòmica general. Schacht -juntament amb Carl Friedrich Goerdeler, encarregat del control dels preus- van encapçalar una facció "pro compra lliure" que urgia a Hitler a reduir la despesa militar, abandonar el proteccionisme implícit en el projecte d'autarquia i reduir la intervenció estatal en l'economia. Aquesta facció va ser oposada per l'encapçalada per Hermann Göring, qui proposava mantenir aquestes posicions. Eventualment la posició de Göring es va imposar (el que va portar a la renúncia de Schacht). Göring va prendre el seu càrrec i en addició al manteniment en general de les polítiques descrites, va introduir (juliol de 1937) un organisme (el Reichswerke) dedicat a la promoció i la construcció de fàbriques, que eventualment van arribar a ser un dels complexos industrials més grans del món, emprant mig milió de treballadors i amb un capital de 2.400 milions de marcs.
Diversos economistes -començant amb Michal Kalecki- han descrit aquestes polítiques econòmiques com un keynesianisme militar. Si bé és correcte dir que l'Alemanya Nazi va ser un dels primers països que -amb posterioritat a l'abandó del patró or- va utilitzar el dèficit fiscal a fi de promoure el creixement econòmic, convé recordar no solament que Keynes va publicar la seva Teoria general de l'ocupació, l'interès i el diner solament el 1936 (després de la implementació de moltes de les polítiques delineades més amunt) sinó també les paraules de Hitler mateix respecte a mancar d'una política econòmica. Així, sembla més correcte suggerir que les polítiques econòmiques nazis eren eclèctiques, mostrant no solament influència "keynesiana" sinó també les d'altres escoles, per exemple, les propostes econòmiques dels feixistes italians, que, al seu torn, es basaven teòricament en les propostes de Pareto. Contrasta, per exemple, la descripció de les polítiques nazis oferta per Santoro amb la següent de les polítiques de Mussolini -provinent de Franz Borkenau: "En els primers anys del seu govern Mussolini va executar literalment les prescripcions polítiques de Pareto, destruint el liberalisme però al mateix temps reemplaçant en general el maneig estatal de les empreses privades, disminuint els impostos sobre la propietat, afavorint el desenvolupament industrial, imposant una educació (basada en l'acceptació cega de dogmes...".
L'anterior fet esmentat s'ha explicat de la següent manera: "La raó principal per això va ser la percepció generalitzada entre els nazis que l'economia no era gaire important, i que, en tot cas, estava subordinada als interessos del Partit o de la política del Partit. En relació als individus i les seves visions, mentre que el règim no fos obertament criticat, hi havia un marge considerable per a la discussió de l'economia política i de la teoria econòmica, no havent-hi una línia de partit en assumptes econòmics. Segon, en el camp de la política (econòmica) pràctica hi havia un profund nivell de pragmatisme: si les “forces del mercat” podien aconseguir objectius polítics, tant millor".
Amb posterioritat a la segona guerra, les polítiques de l'"economia de guerra" van influir temptatives de desenvolupament de països del tercer món. Schacht -oposat innocent en els judicis de Nuremberg- va crear un banc -Deutsche Außenhandelsbank Schacht & Co.- i es va especialitzar a donar avís econòmic a dirigents d'aquests països, especialment aquells en els quals l'exèrcit va arribar a ser l'instrument de "progrés" (per exemple: Egipte, Turquia, el Pakistan, etc.).

## Propaganda

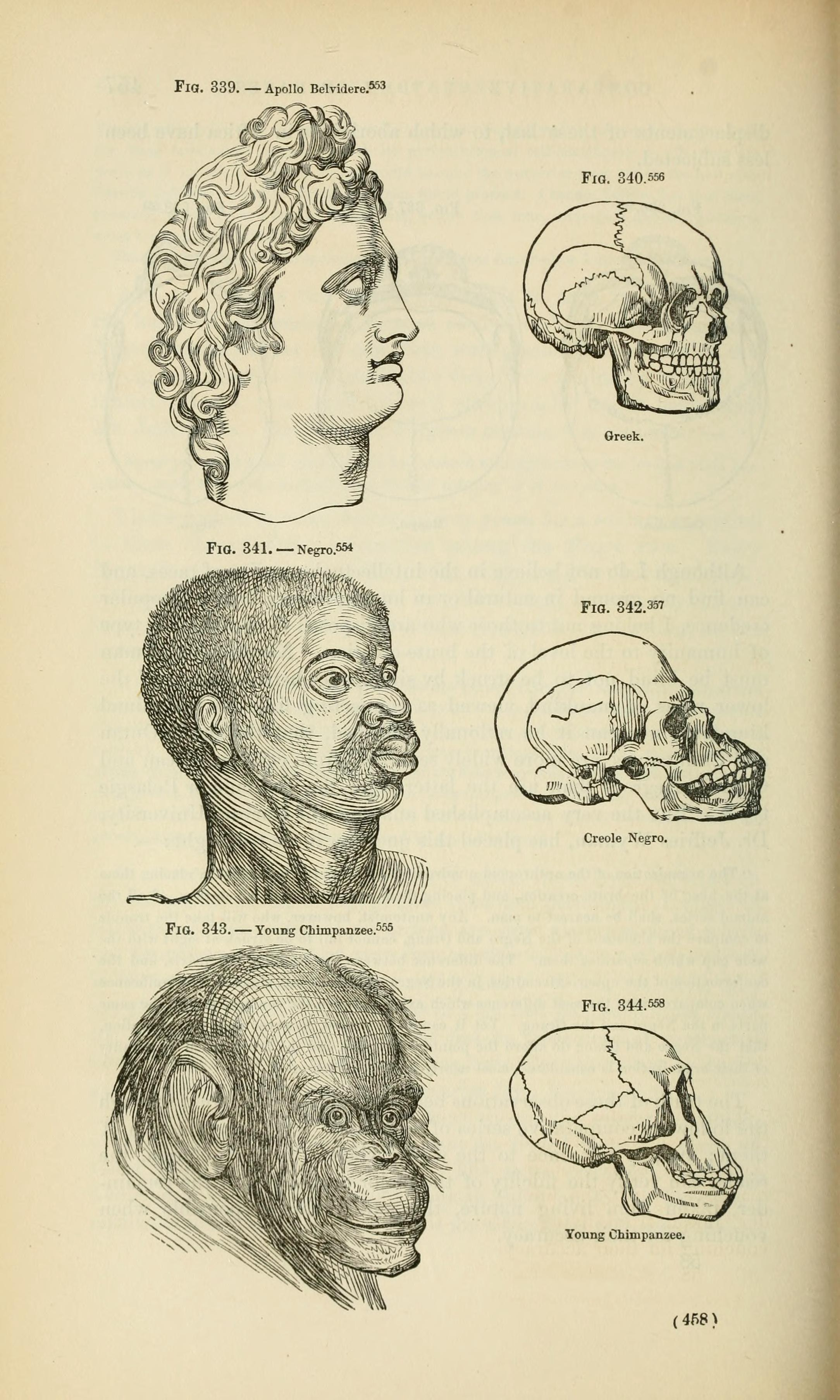
Intent de demostració de la separació de les races humanes (vegeu poligenisme i craniometria).

Els nazis van ser uns dels primers moviments polítics que van implementar el que pot ser anomenat la pràctica moderna de la propaganda com enginyeria social. En les paraules de Joseph Goebbels, qui va arribar a estar a càrrec del "Ministeri del Reich per a l'educació del poble i la propaganda" -creat el 1933-: «Avui podem dir sense exageració que Alemanya és un model de propaganda per al món sencer. Hem compensat per les falles del passat i desenvolupat l'art de la influència de masses al punt que avergonyeix els esforços d'altres nacions. La importància que la directiva Nacional Socialista posa en la propaganda va quedar clara quan va establir un "Ministeri per a l'educació del poble i la propaganda" després de prendre el poder. Aquest ministeri està completament dins de l'esperit Nacional Socialista i en ell s'origina. Uneix tot el que hem après com un moviment d'oposició confrontant l'enemic i sota la persecució d'un sistema enemic, de vegades més de la necessitat que del desig. Recentment alguns han tractat d'imitar aquest Ministeri i la seva concentració de tots els mitjans d'influència sobre l'opinió, però aquí també s'aplica la dita: "sovint imitat, però mai igualat"».
La teoria nazi sostenia que entre el Führer i el seu poble existia una harmonia mística, una absoluta comunió -en la mesura que el Führer encarna i dirigeix totes les aspiracions i la voluntat del poble- Però en la realitat, aquest poble -com a individus- pot fallar a entendre aquesta “voluntat general”, així, aquesta comprensió i adhesió d'aquests individus havien de ser aconseguides: "No és solament un assumpte de fer el correcte, la gent ha d'entendre que el correcte és el correcte. La propaganda inclou tot allò que ajuda a la gent a adonar-se d'això"... La “Propaganda és un mitjà per a una finalitat. El seu propòsit és portar a la gent a una comprensió que els permetrà, voluntària i sense resistència interna, dedicar-se ells mateixos a les tasques i objectius d'una direcció superior”. I "La gent ha de compartir les preocupacions i els assoliments del seu govern. Aquestes preocupacions i assoliments, en conseqüència, han de ser constantment presentats i forçats sobre la gent de tal manera que el poble consideri que aquestes preocupacions i assoliments són les seves preocupacions i assoliments. Solament un govern autoritari, fortament lligat al poble, pot fer això en el llarg termini. La propaganda política, l'art de basar les coses de l'estat sobre les àmplies masses de tal manera que la nació sencera se senti part de l'estat, no pot per tant, ser solament un mitjà per guanyar el poder. Ha de ser un mitjà per construir i mantenir el poder".

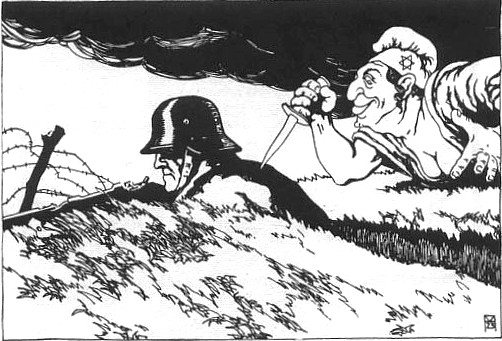
Il·lustració en una postal austríaca (1919).

Des d'aquest punt de vista, la ‘propaganda política’ “està dirigida a les masses, parla el llenguatge del poble perquè desitja ser entesa pel poble. La seva tasca és l'art més creatiu de posar fets i esdeveniments de vegades complexos en una forma simple, que pugui ser entesa per l'home al carrer.” i “La propaganda és per tant, una funció necessària de l'estat modern. Sense ella és simplement impossible, en aquest segle de les masses, aspirar a grans objectius. (La propaganda) Se situa al començament de l'activitat política pràctica en cada aspecte de la vida pública. És un requisit important i necessari”.

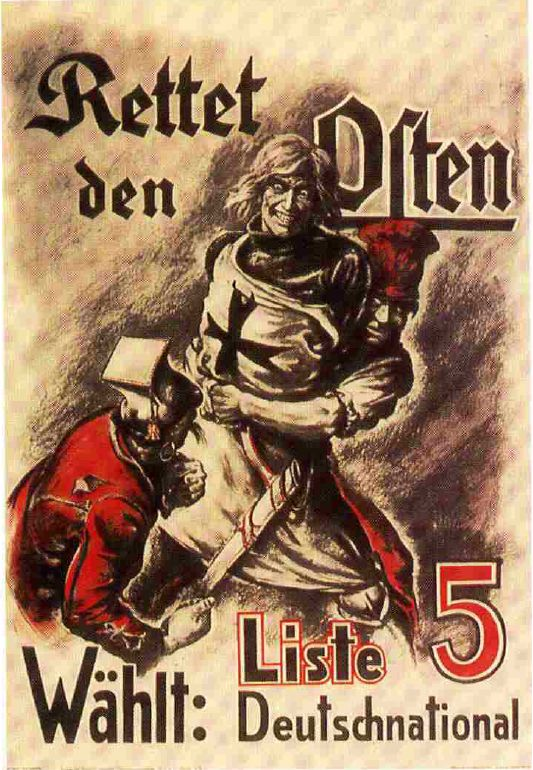
"Compte que no es repeteixi" (1920) .- "Cavaller teutó" amenaçat per un soldat polonès i traït per un socialista (gorra frígia vermella).

Al contrari del que alguns creuen, la tècnica bàsica de la propaganda no era, per Goebbels, la mentida. Goebbels: "La propaganda bona no necessita mentir, en realitat, no pot mentir. No té motiu per témer la veritat. És un error creure que la gent no pot acceptar la veritat. Ells poden. És solament una matèria de presentar la veritat a la gent en una manera que ells siguin capaços d'entendre. Un propaganda que menteix solament demostra que té una mala causa. No pot ser reeixida en el llarg termini", la qual cosa no vol dir que no l'emprés. - "Solament la credibilitat ha de determinar si el que la propaganda proposa ha de ser cert o fals" i "Si la propaganda va a ser reeixida, ha de saber el que busca. Ha de mantenir clar i constantment present el seu objectiu i buscar els mitjans i mètodes apropiats per aconseguir aquest objectiu. La propaganda, com a tal, no és ni bona ni dolenta. El seu valor moral és determinat per l'objectiu que busca". L'anterior estableix una situació més aviat confusa, la qual cosa ha portat a alguns a suggerir que es poden derivar quatre principis de la "propaganda goebbeliana": 1. No hi ha veritat.- 2. Tota informació (real) és irrellevant.- 3. La història i els missatges dels mitjans són solament una narrativa.- 4. La veritat és el que s'escull creure. Alternativament, es proposen els següents principis: Principi de renovació: Cal emetre constantment informacions i arguments nous a un ritme tal que, quan l'adversari respongui, el públic estigui ja interessat en una altra cosa. -Principi de la versemblança: Construir arguments a partir de fonts diverses. -Principi de la silenciació: Fer callar les qüestions sobre les quals no es tenen arguments i dissimular les notícies que afavoreixen l'adversari. -Principi de la transfusió: Per regla general, la propaganda opera sempre a partir d'un substrat preexistent, sia una mitologia nacional o un complex d'odis i prejudicis tradicionals. -Principi de la unanimitat: Arribar a convèncer a molta gent que pensa “com tothom”, creant una falsa impressió d'unanimitat.
Goebbels estableix una diferència entre la propaganda blanca — atribuïble i dedicada a promoure — i la negra, dedicada a desprestigiar i no atribuïble. La majoria de les cites de Goebbels generalment usades — per exemple: “mentir, mentir, que alguna cosa queda” — es refereixen a aquest tipus de propaganda. Una vegada que un rumor —correcte o no — és generalment acceptat, es pot usar com a “veritat” en la propaganda blanca. Un exemple del seu temps és l'existència d'un putatiu “problema jueu”. Una vegada que es va fer general la percepció que els ciutadans alemanys de religió jueva no eren alemanys, la propaganda blanca pot presentar la "solució al problema": "Permetin que d'alguns exemples recents. Solament necessito bosquejar els detalls. Estan molt frescos en la nostra memòria per requerir elaboració.... El Marxisme no podria haver estat eliminat per una decisió governamental. La seva eliminació va ser el resultat d'un procés que va començar amb el poble. Però això solament va ser possible perquè la nostra propaganda li havia mostrat a la gent que el Marxisme era un perill tant per a l'Estat com per a la Societat. La positiva disciplina nacional de la premsa alemanya mai hauria estat possible sense l'eliminació completa de la influència de la premsa jueva-liberal. Això solament va succeir a causa de la nostra propaganda d'anys... el fet que va ser eliminada... no és un accident, sinó més aviat va dependre en les fundacions psicològiques que van ser establertes per la nostra propaganda... Vam poder eliminar el perill jueu en la nostra cultura perquè la gent ho va reconèixer a conseqüència de la nostra propaganda.... el prerequisit va ser i és la propaganda, que aquí també crea i manté la connexió amb el poble.
Un exemple contemporani és l'ús per certs sectors de la mentida que Barack Obama no és nascut als EUA i és musulmà. En la mesura que la mentida es divulga, personatges tals com Rand Paul, Glenn Beck, Sarah Palin, etc., suggereixen que hi ha falta de patriotisme de la seva part i la necessitat de defensar els valors cristians dels “pares fundadors”. Hi ha un exemple concret de Goebbels en la seva resposta a la reacció internacional a la introducció de legislació antisemita -per exemple, les Lleis de Nuremberg- Goebbels no busca ocultar o minimitzar tal reacció al poble alemany, però la presenta com a “campanya de propaganda internacional pels jueus”. I aquesta reacció “a la solució” del “problema jueu” per “mitjans legals” no afecta el “dret i determinació del poble alemany” a solucionar els seus problemes amb “la seva acostumada responsabilitat i serietat” — “que preferirien “les democràcies”... que es deixés la solució a les mans del poble?” pregunta Goebbels — I conclou: Aquesta campanya del judaisme internacional solament tindrà un resultat: fer les coses àdhuc més difícils per als seus “parents racials” a Alemanya.-.
D'acord amb Goebbels, la planificació de qualsevol i tot acte ha de considerar les seves implicacions propagandístiques. I tot ha de contribuir als objectius polítics que la propaganda determina, no en una repetició mecànica, però per construir una visió general. Per exemple, “No intentem usar la ràdio solament per a propòsits partisans. Volem espai per a l'entreteniment, arts populars, jocs, bromes i música. Però tot hauria de tenir una relació amb l'actualitat. Tot hauria d'incloure el tema del nostre gran esforç reconstructiu o, almenys, no entorpir-ho. Sobretot és clarament necessari centralitzar totes les activitats radials, posar les activitats espirituals per sobre de les tècniques, introduir el principi del capdavanter, del líder, presentar una clara visió del món i presentar aquesta visió de manera flexible”. Conseqüentment, la propaganda es va desenvolupar en diverses direccions a través de la totalitat de la societat i la vida pública alemanya. Es va utilitzar no solament als mitjans de comunicació massius — llibres, periòdics i ràdios que engrandien a Hitler com a salvador i líder de la raça ària van cobrir les ciutats, prohibint-se qualsevol expressió de dubte, arribant fins i tot a les cremes de llibres considerats "perniciosos", no tant com a acte de censura sinó d'"expurgació pública". Addicionalment es van organitzar grans actes públics, manifestacions i desfilades, que glorificaven un passat alemany mític, místic i heroic, al costat de la grandesa de Hitler i la disciplina impecable del seu exèrcit; es van difondre polítiques de benestar (vacances, pensions, etc.), tot suggerint una nació de guerrers alliberats per un heroi seleccionat i inspirat per la destinació, embolicats en una lluita a mort no solament per la seva supervivència, sinó per tot el que és just, bell i de valor, contra les miserables races inferiors que, motivats per l'enveja i la malvolença, solament saben destruir.
El cinema va sofrir no solament la censura, sinó a més la manipulació. Totes les pel·lícules havien de contenir algun missatge pronazi. El mateix estat es va ocupar de produir pel·lícules documentals de propaganda, utilitzant tots els avançaments de la tècnica i de l'art. La ràdio es va convertir en un mitjà molt important per al règim, ja que permetia que la veu de Hitler entrés a totes les llars alemanyes, de la mateixa manera que la propaganda nazi.
La propaganda no buscava solament enfortir la fidelitat al règim o l'odi cap als jueus, sinó també -en una actitud derivada de la Kulturkampf bismarckiana- difondre formes culturals considerades pròpies o saludables per a la nació, identificades amb la raça ària. D'aquesta manera, s'instava als joves sans a casar-se, informant-los prèviament dels antecedents racials de la seva parella, i a procrear famílies nombroses. Les dones eren encoratjades a romandre en la llar i a dedicar-se a la criança dels nens.
Els joves van ser un blanc important per a la propaganda nazi. Es van crear institucions destinades a la socialització de nens i joves, com les Joventuts Hitlerianes. En elles els joves rebien una acurada educació física i adoctrinament polític. La Lliga de Noies Alemanyes formava a les nenes per a les seves futures tasques en la llar, mentre els nens aprenien destreses militars. No obstant l'anterior, un gran nombre de dones també va formar part de les Hitlerjugend.

### Ús de l'economia com a propaganda política
Per a Hitler, el seu règim havia restablert la "primacia de la política", a la qual havia de sotmetre's l'economia del Tercer Reich. No obstant això, la legitimitat del règim depenia de la seva habilitat a proveir un nivell de vida acceptable a la població en general.
Així les demandes (per menors costos) dels industrials es van enfrontar amb la necessitat de la legitimació del règim, dotant de cert benestar als treballadors. Aquests objectius contraposats porten a l'adopció de mesures d'increment de productivitat, provisió de productes populars (de baix cost) i algunes mesures de benestar públiques. Exemples d'aquestes polítiques es troben en les competències nacionals de destresa en l'ofici, el llançament de Volkswagen -l'acte del poble- i l'establiment de "centres de vacances populars".
Aquestes mesures de “benestar” han estat denominades per alguns com un “estat del benestar nazi”, finançat a través del “botí de guerra”. El règim nazi considerava la propietat del fisc i els ciutadans dels països conquerits com a propietat de l'estat alemany, la qual cosa va permetre mantenir - per als “membres de la raça superior”- baixos nivells d'impostos i alts nivells de consum fins i tot durant la guerra mateixa. Per exemple, tot i que al començament de la guerra Hitler va establir un impost de guerra -50% de tots els salaris- solament el 4% dels alemanys ho va pagar. Per mantenir aquesta situació, el règim va recórrer a l'espoliació i al robatori organitzat des de l'estat a nivell industrial, primer dels comunistes, gitanos i jueus alemanys, posteriorment dels països ocupats. El 70% dels ingressos de l'estat alemany durant la guerra va venir de l'espoliació, confiscacions i robatoris als països ocupats, algunes de les empreses de les quals van arribar a haver de pagar un impost del 112% dels seus guanys per a un “fons de lluita contra el bolxevisme”.

## Política d'higiene racial
Els nazis instauren també el control reproductiu de la societat alemanya. És imperiosa la necessitat de crear nous aris i de treure de la circulació aquells que presentin defectes en nom de la higiene racial, promovent l'eugenèsia i recorrent a l'eutanàsia si feia falta. Així mateix, es va buscar la fecundació de totes les alemanyes de bona sang per l'elit ària perquè a poc a poc la raça perduda recuperi la seva esplendor. El resultat d'això va ser l'establiment dels camps Lebensborn en els quals dones d'origen ari eren inseminades amb pares seleccionats per a la creació de nens racialment purs.

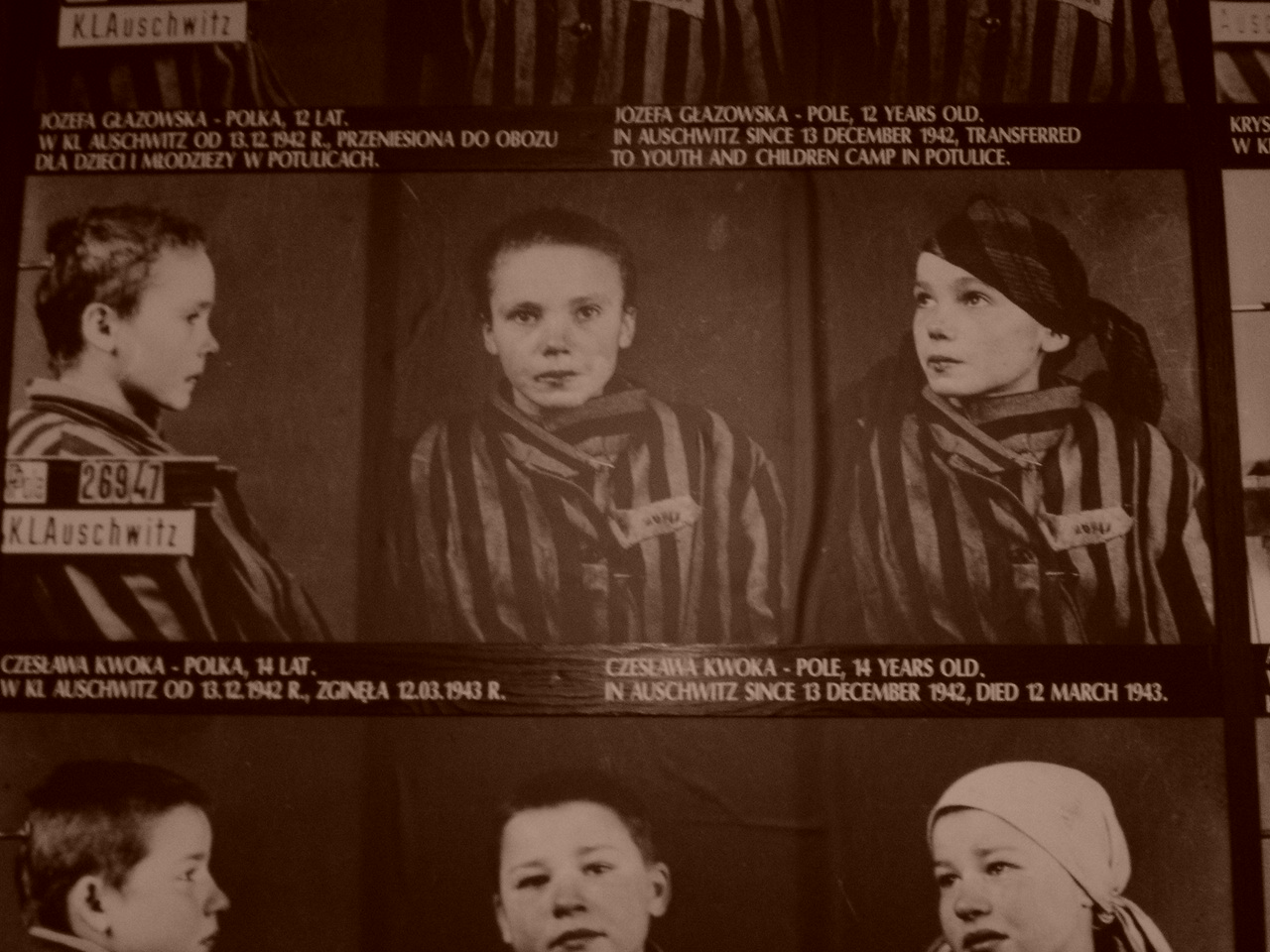
Czesława Kwoka -Polonesa- 14 anys. Internada a Auschwitz: 13 de desembre de 1942 - Mort: 12 de març de 1943.

El nazisme està imbuït d'una paranoia racial que li porta a teixir tot un entramat científic-místic. D'una banda, pretén demostrar mitjançant la moderna ciència de la biologia, la selecció natural de Darwin i les lleis de l'herència de Gregori Mendel, de manera pseudocientífica la realitat de la raça pura (descendent d'un suposat grup d'indogermànics nòrdics) i, d'altra banda, presenta la creença mística que aquesta ha de recuperar uns poders que se li suposen perduts per la mescla amb races suposadament degenerades, com serien els jueus o, en menor mesura, els eslaus. En els jueus se centra el mal de mals i cap a la meitat de la Segona Guerra Mundial començaran a ser exterminats en els camps de concentració.

### Antisemitisme nazi
Per a Hitler, els comunistes eren enemics de la nació alemanya. Però encara hi havia un enemic major que es fusionava amb aquest i amb els altres possibles: els jueus. Partint d'una concepció racista, des de principis dels anys vint Hitler va anar reconstruint un estereotip racial del jueu, a partir de les teories de Walter Darré, Alfred Rosenberg, Spengler (Segle XX), Houston Stewart Chamberlain i el comte de Gobineau (Segle XIX).
Els jueus encarnaven, per a Hitler, tots els mals que afligien a la nació alemanya (no jueva): eren els proletariats agitadors, els financistes avars i els grans industrials que espremien al poble alemany; eren la premsa que difamava a la nació, i també els febles i corruptes parlamentaris còmplices dels humiliants tractats de pau i de la feblesa de la nació. Eren, en síntesi, l'enemic racial, que des de l'interior corrompia i contaminava a la nació, afeblint-la.
El jueu era l'enemic absolut que tant necessitava el sistema totalitari per a la mobilització política i social, així com per distreure l'opinió pública dels propis problemes.
El 1935 les lleis de Nuremberg van privar als jueus de la ciutadania alemanya i de tot dret. Se'ls va prohibir el contacte amb els aris i se'ls va obligar a portar una identificació. Les lleis afectaven a tots aquells a qui l'Estat definia racialment com a jueus. Van continuar la violència i l'assetjament de les SS i de la policia als jueus, produint-se massives emigracions. Després va seguir una segona fase d'expropiació, caracteritzada per l'arianització de béns, els acomiadaments i els impostos especials.
El 1938 se'ls va prohibir als advocats i metges jueus el lliure exercici de les seves professions i es va obligar a fer que els que tenien noms de pila no jueus que anteposessin els de "Sara" o "Israel" als propis, per a la identificació en els camps de treball i en els mateixos guetos). El resultat, distingir-los.

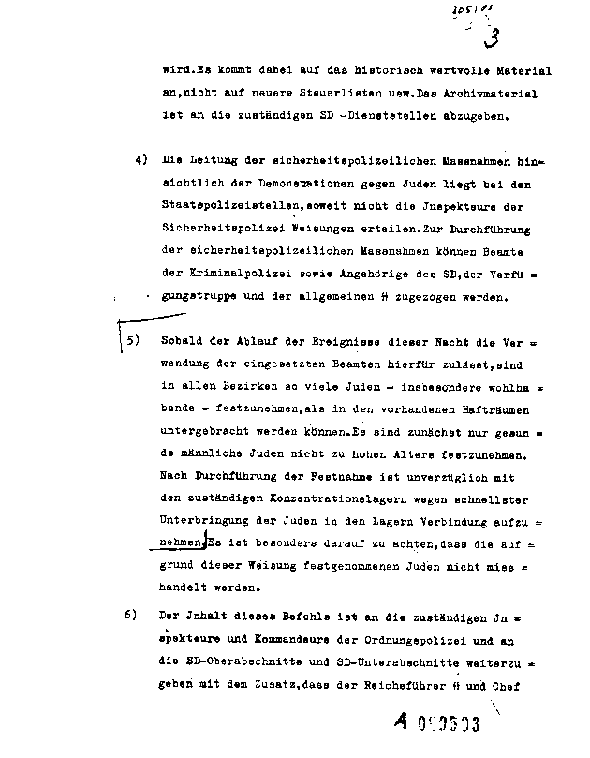
Pàgina 3 del "Telegrama urgent (secret)" (1:20 a.m, 10 de Novembre, 1938). Signat per Reinhard Heydrich, sobre "mesures contra els jueus aquesta nit" i instruint que els “jueus arrestats” siguin traslladats a "camps de concentració".

Al novembre, esgrimint com a excusa l'assassinat d'un diplomàtic alemany a París a les mans d'un jove jueu, van ser atacats per membres de les SS, en el que es va dir la "nit dels vidres trencats". El resultat va ser de tal magnitud que el mateix Estat va haver de restaurar l'ordre que ell mateix havia pertorbat.
Els jueus van ser considerats globalment responsables de l'atac i obligats a reparar els danys, a indemnitzar a l'Estat alemany per les destrosses i a lliurar els diners rebuts a companyies d'assegurances. Els va excloure de la vida econòmica, se'ls va prohibir l'accés a les universitats, l'ús de transports públics i el freqüentar llocs públics com a teatres o jardins. Addicionalment aquest moment va marcar el començament d'un programa organitzat d'internament dels jueus en camps de concentració: en un telegrama d'instruccions signada per Reinhard Heydrich — marcat “Urgent i secret” — en preparació a la Kristalnacht s'estableix (punt 5): "Tan aviat com el curs dels esdeveniments durant aquesta nit permeti l'ús dels oficials de policia assignats per a aquest propòsit, seran arrestats tants jueus com sigui possible acomodar en els llocs de detenció de cada districte —especialment jueus rics. De moment solament seran arrestats jueus homes en bon estat de salut, d'edat no gaire avançada. Immediatament que l'arrest tingui lloc, es contactés el camp de concentració adequat per situar als jueus tan ràpidament com sigui possible en aquests camps....". Aquests camps en realitat eren “camps de treball forçat” en els quals s'explotava als internats fins a la mort. En els “camps de treball” els presoners estaven sotmesos al programa de "Vernichtung durch Arbeit" (Extinció o obliteració a través del treball), per mitjà del seu esgotament i de privació de tot tractament mèdic o ajuda: la mitjana de vida d'un presoner era menor a quatre mesos.
Finalment, els jueus van ser concentrats en guetos (barris especials on vivien amuntegats) o en camps. A això seguiria l'esclavització i l'extermini durant la guerra.
Els camps de concentració, inicialment destinats a la presó preventiva d'"enemics de l'estat" (per exemple: comunistes i socialdemòcrates), es van convertir en llocs de treball forçós, per a experiments mèdics i per a l'eliminació física de jueus, gitanos, homosexuals i discapacitats.

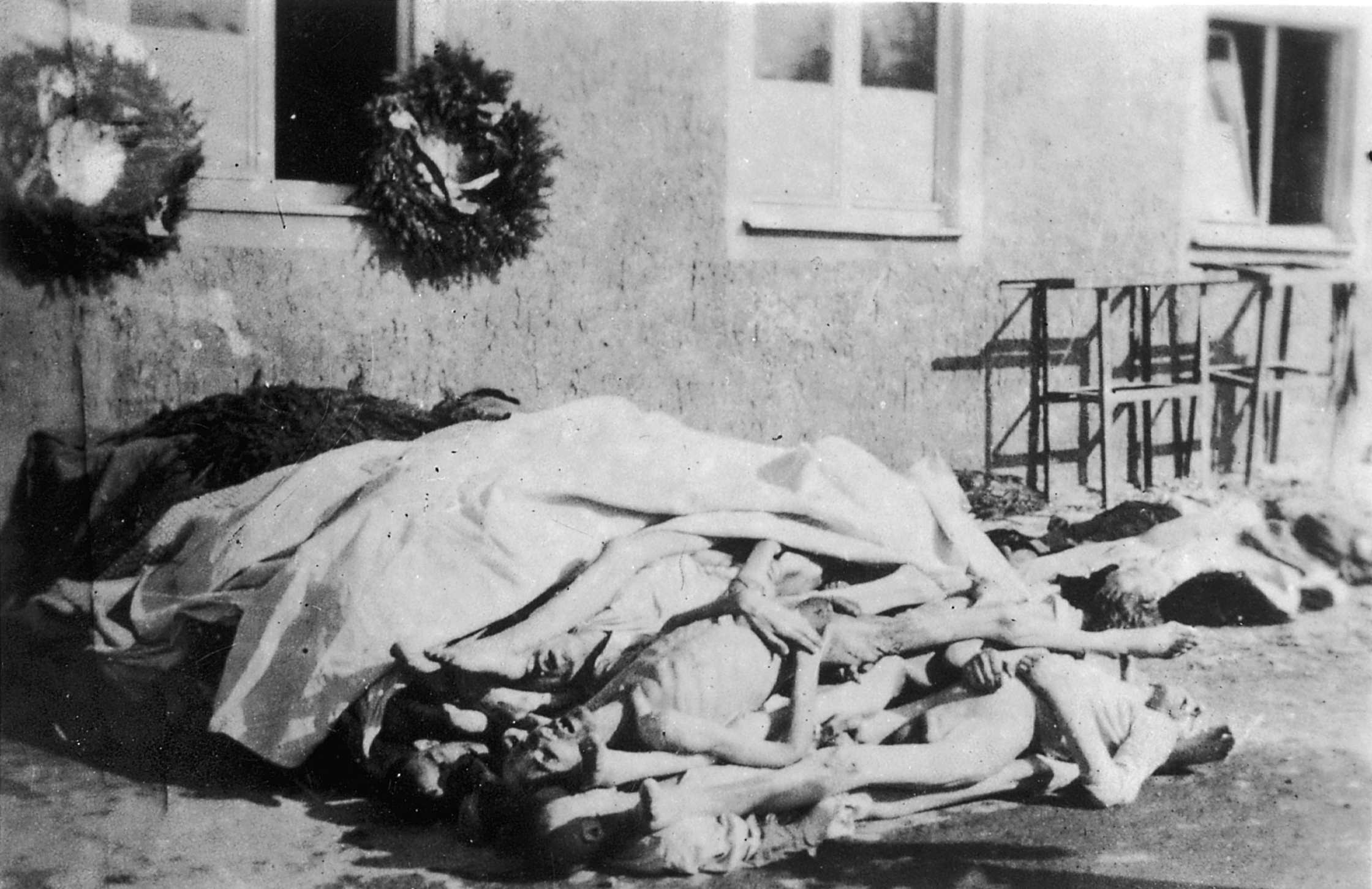
Escena a Buchenwald, el 16 d'abril de 1945 - dia del seu alliberament.

Sobre aquest últim punt, hi ha els qui sostenen la inexistència de l'holocaust jueu, sia íntegrament o en les proporcions que són comunament acceptades, la qual cosa ha donat lloc a alguns judicis. Els principals expositors d'aquesta visió són Robert Faurisson, Paul Rassinier i David Irving, Els casos més coneguts són A) el de la Commonwealth del Canadà contra Ernst Zundel, ciutadà alemany que va viure al Canadà entre 1958 i el 2000 i qui va publicar diversos pamflets qüestionant l'holocaust, per la qual cosa va ser processat per "publicar literatura capaç d'incitar odi contra un grup identificable". En aquest procés, Alfred Leuchter, qui falsament va proclamar ser enginyer, el "màxim expert mundial en" i "constructor" de cambres de gas per a les presons dels Estats Units Mario López Ibáñez: va evacuar l'Informe Leuchter, en el qual va concloure que "no va haver-hi cambres de gas per a l'execució en cap d'aquests llocs" i B) el d'Irving contra Lipstadt i uns altres, en el qual Irving va ser considerat "un actiu negacionista de l'Holocaust... un antisemita i un racista".

### L'Holocaust

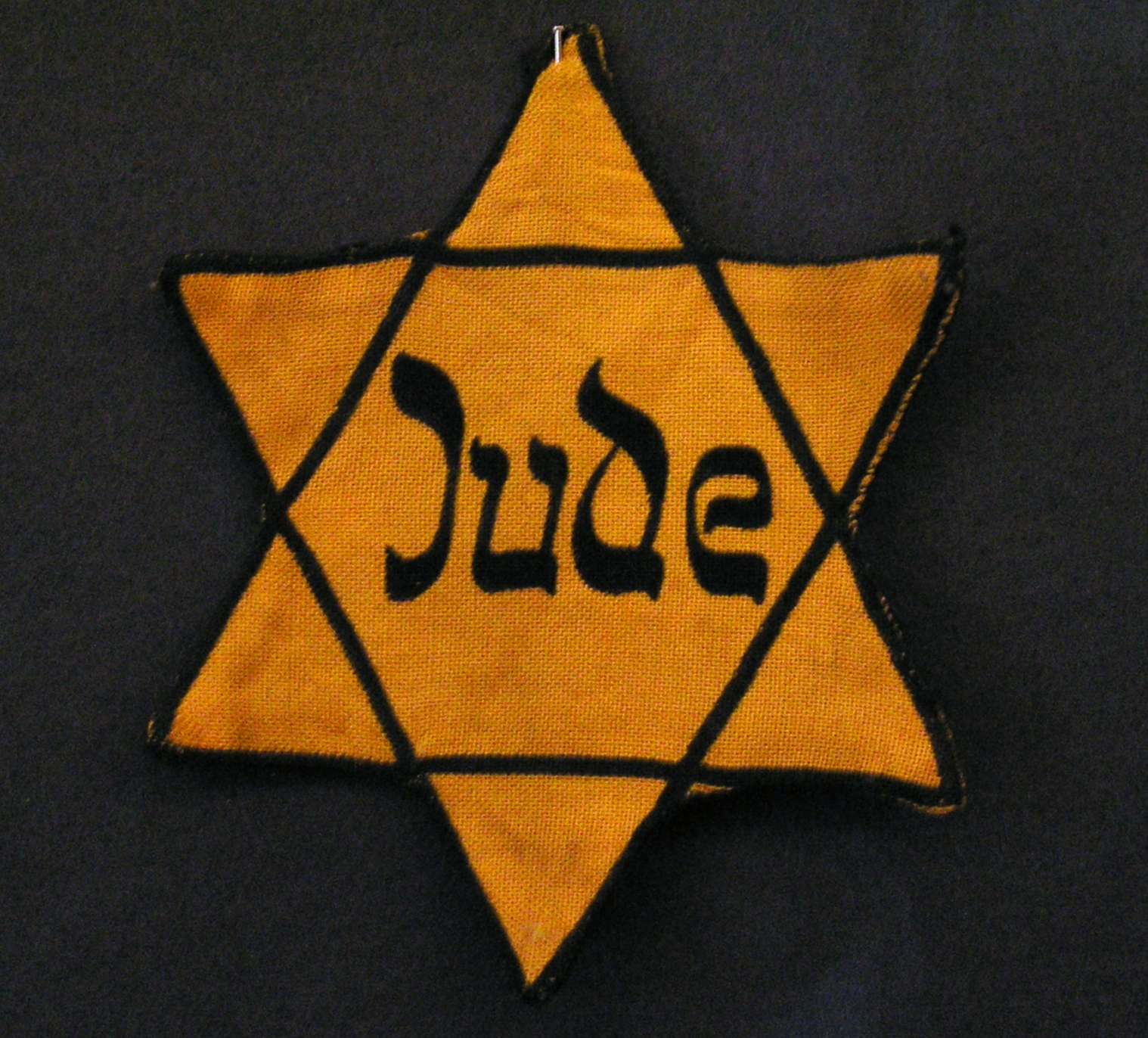
Estrella de David amb què es discriminava els jueus a l'Alemanya nazi.

L'Holocaust fou el genocidi dut a terme pel règim nacionalsocialista del Tercer Reich sobre els jueus i altres pobles entre els anys 1933 i 1945.
El genocidi fou la culminació d'un llarg procés que es desenvolupà paral·lelament a la implantació del règim nazi i que tenia com a objectiu la creació d'una comunitat nacional –Volksgemeinschaft– racialment pura. El que Hitler es proposava –i així ho havia anunciat el 30 de gener del 1939- era l'extermini de la raça jueva d'Europa.
Finalment, en la conferència de Wannsee, 20 de gener de 1942, s'aprovà la "Solució final a la qüestió dels jueus" - Endlösung der Judenfrage o endgültige Lösung der Judefrage, escurçat simplement a "la Solució Final - Endlösung. Aquesta solució consistia en l'eliminació física, per mitjà dels treballs forçats, la fam i les cambres de gas, dels jueus (i altres "indesitjables") internats en camps d'extermini (Auschwitz-Birkenau, Chelmno, Belzec, Majdanek, Mauthausen, Sobibor i Treblinka). L'estimació històrica del nombre de víctimes jueves és al voltant de sis milions, encara que els historiadors contemporanis creuen que el nombre exacte es troba entre els 5 i 7 milions.
Altres grups que el règim nazi definí com "indesitjables" eren els homosexuals, els testimonis de Jehovà, els minusvàlids i dissidents i els opositors polítics de diverses nacionalitats i religions (polonesos, ucraïnesos, belarussos, lituans, letons, estonians, russos, altres eslaus, gitanos i catòlics).

### Persecució dels homosexuals a l'Alemanya nazi

El Triangle rosa, símbol amb el qual es marcava als homosexuals en els camps de concentració nazis.

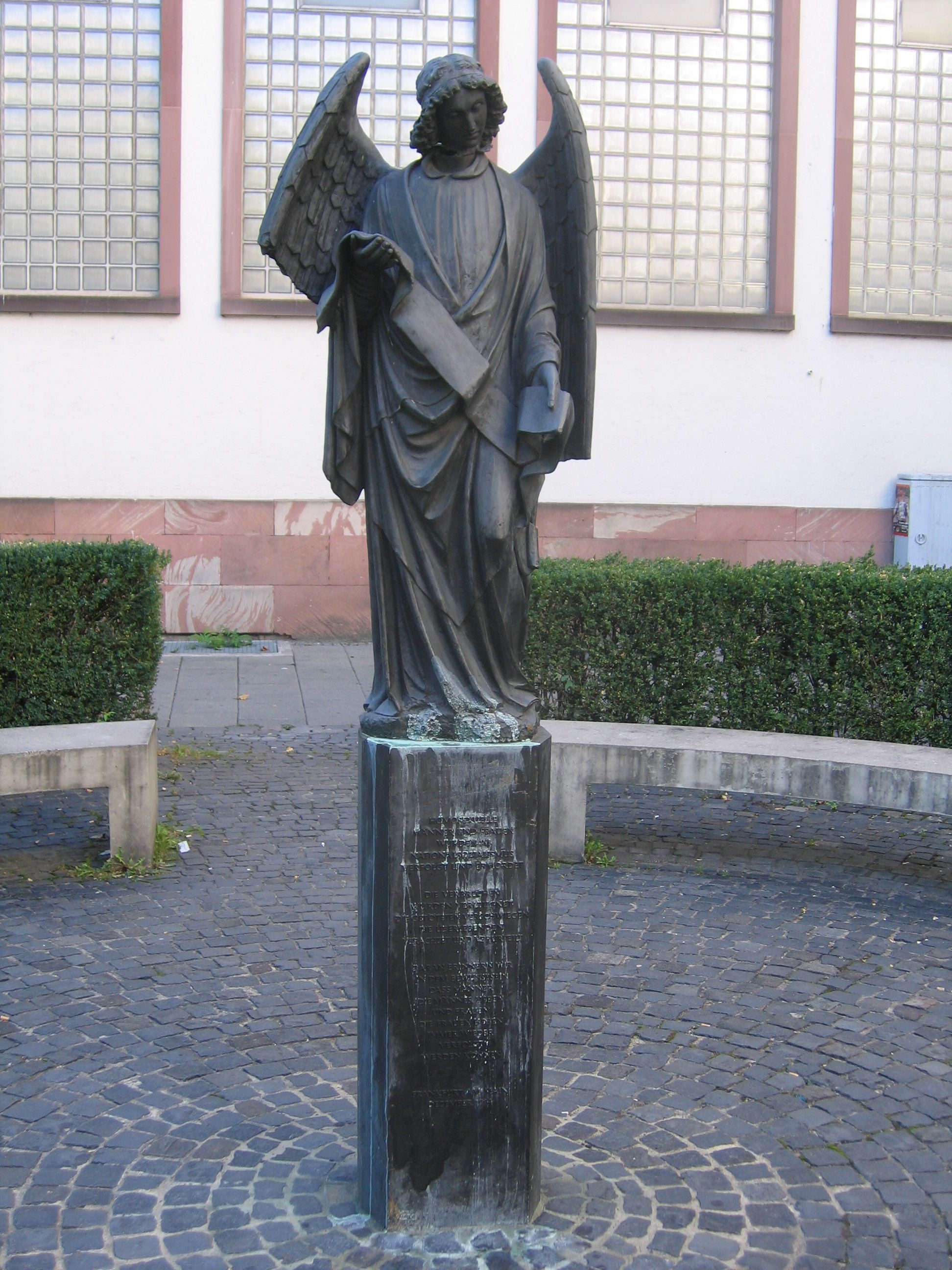
Àngel del Frankfurt

La persecució dels homosexuals a l'Alemanya nazi es va fonamentar principalment sobre la premissa que l'homosexualitat era incompatible amb la ideologia nacionalsocialista perquè els homosexuals no es reproduïen i, per tant, no perpetuaven la raça ària. L'homosexualitat constituïa una de les proves de degeneració racial que, a més, es transmetia per vici d'uns individus a uns altres; per això les autoritats havien de posar tots els mitjans al seu abast per evitar la seva extensió.
El Frankfurter Engel (àngel de Frankfurt) va ser el primer monument d'Alemanya en memòria dels homosexuals perseguits pel nazisme i, posteriorment, pel paràgraf 175 del codi penal alemany. Com el seu nom indica el monument és l'estàtua d'un àngel subjectant una banda. L'obra va ser el primer monument commemoratiu de les víctimes homosexuals de l'holocaust a Alemanya. Els següents en ser erigits a Alemanya van ser el Triangle rosa de Colònia (1995) i el Monument als homosexuals perseguits pel nazisme de Berlín (2008).
A la base de l'estàtua hi ha una inscripció en alemany que diu:  "Els homes i dones homosexuals van ser perseguits i assassinats durant el règim nacionalsocialista. La matança va ser ocultada i negada, menyspreant i condemnant als supervivents. Per això els recordem i als homes que estimen altres homes i les dones que estimen altres dones que sovint encara segueixen sent perseguits. Frankfurt del Main. Desembre 1994. " La inscripció al·ludeix al fet que els homosexuals no només van ser perseguits durant el règim nazi, sinó que l'article 175 va seguir vigent i no es va reformar la prohibició respecte a les pràctiques homosexuals entre adults fins a 1973, servint per condemnar fins i tot als supervivents dels camps de concentració. Fins que va ser derogat completament el 1994. El que va causar que els homosexuals no poguessin fer durant anys cap reclamació i fossin l'últim grup de víctimes a ser oficialment reconegut.

## Política exterior
L'objectiu final de la política exterior nazi era la conquesta del Lebensraum o espai vital alemany. El seu imperialisme era alhora econòmic i racial. Hitler sostenia que el poble triat (la raça superior) havia de disposar de suficient espai, definit com una relació entre els recursos (terres, aliments) i la població. El seu objectiu immediat eren les terres d'Europa Oriental, poblades per races considerades inferiors.
La política interior totalitària del Tercer Reich estava al servei de la seva política exterior expansionista. El totalitarisme creava les bases materials i psíquiques per a la conquesta exterior i, al mateix temps, els grans èxits i la consciència de la "missió" de la raça distraurien a la població de la repressió interna.
Hitler va expressar des d'un principi la seva voluntat de rearmament d'Alemanya. Realitzat primer en secret, es va fer públic després de 1935 i va ser tolerat per les nacions europees, que estaven més preocupades per l'avanç del comunisme que del nazisme. La política anglesa i francesa va ser la de l'"apaivagament", que consistia a concedir a Hitler allò que reclamava i signar nous pactes, apostant amb això a mantenir als nazis sota control.
Exèrcits majors i millors entrenats, producció de vaixells de guerra, avions, tancs i municions, i recerca de nous tipus d'armament, van absorbir creixents recursos estatals. D'altra banda, el rearmament va permetre arribar a la plena ocupació i deixar enrere la crisi de 1929. Això va reactivar l'economia alemanya i va portar un nou prestigi al reich.
El 1936 les forces militars alemanyes reocuparen sorpresivament Renània. Des d'aquest moment i fins al 1939, la tàctica va consistir en atacs justificats pel dret alemany al Lebensraum, seguit per noves promeses de pau.
A l'episodi de Renània li va seguir la intervenció en la Guerra Civil espanyola i l'annexió d'Àustria el 1938. La semidictadura austríaca va intentar en va impedir la campanya d'annexió dels nacionalistes austríacs i va deixar finalment el poder als alemanys el 1938. Un plebiscit a favor de la "Gran Alemanya" va confirmar després la Unió.
El següent objectiu va ser Txecoslovàquia, on un conflicte amb la minoria alemanya dels Sudets li va servir d'excusa per a l'annexió de la regió el 1938. Anglaterra i França van accedir a aquestes pretensions alemanyes per mitjà dels Acords de Múnic i Txecoslovàquia va haver de cedir. Però Hitler va envair la resta de Txecoslovàquia el 1939. Això va posar de manifest la seva veritable intenció i el fracàs de la política de l'"apaivagament" d'Anglaterra i França. Quan, després de signar un pacte de no-agressió amb la Unió de Repúbliques Socialistes Soviètiques (URSS), Hitler es va llançar al setembre de 1939 a envair Polònia, França i Anglaterra li van declarar la guerra. Així començava la Segona Guerra Mundial.
Vegeu: Cronologia de la Segona Guerra Mundial

## Polítiques culturals

### Nacionalsocialisme

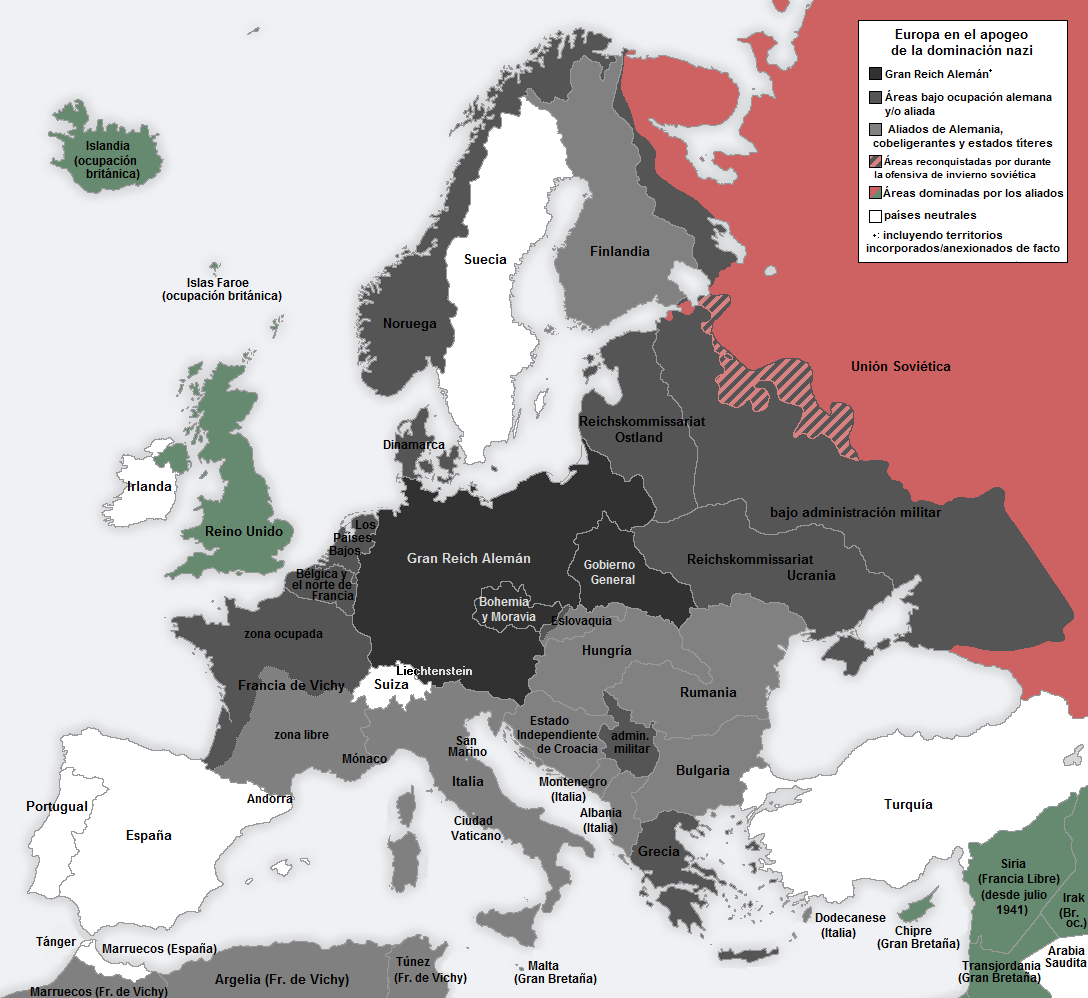
Els dominis de l'Alemanya nazi

Entre 1933 i 1945 la política cultural va formar part del programa d'imposició del domini nacionalsocialista. Gràcies a ella, la concepció del món (Weltanschauung) nacionalsocialista es va consolidar en la societat alemanya, convertint-se en un sistema d'interpretació hegemònic. La política cultural Nacionalsocialista es basava en el propòsit de “reconstruir” la “cultura alemanya”, presumptament en declivi. D'una banda, calia revitalitzar-a tot reforçant l'apropiació i el cultiu de la tradició; d'altra banda, se l'havia de fer renéixer sota la forma nacionalsocialista d'una modernitat mesurada.
En la percepció dels ideòlegs nacionalsocialistes, la política, la pertinença racial i la creativitat artística anaven lligades. La comunitat nacional (Volksgemeinschaft), “neta” d'aquelles franges de població que es consideraven “estrangeres”, havia de “fer-se valdre”, deien, en la lluita dels pobles pel predomini i l'espai vital. A això havia de contribuir la revitalització del paradigma nacional de l'“art alemany”. Aquestes idees implicaven una política maniquea, el principal teòric de la qual fou Carl Schmitt, jurista especialitzat en dret públic. Se'n derivava tant la unificació de la comunitat nacional, com dels “enemics”, que en la seva major part, ja des dels anys vint, van començar a ser arrencats del sòl nacional.
Els objectius essencials de la política cultural nacionalsocialista a partir de 1933 ja havien estat establerts al final dels anys vint pels membres de l'anomenat “moviment nacional” (völkische Bewegung) i formulats per la Lliga de Combat per la Cultura Alemanya (Kampfbund für Deutsche Kultur), fundada el 1928. Els seus protagonistes i partidaris consideraven els corrents favorables a una cultura crítica i reflexiva i l'art modern com “estranys a la raça” i, per tant, “no alemanys”, i en conseqüència defensaven la seva “erradicació”.
En la lluita contra els inicis d'una cultura democràtica a la República de Weimar, la burgesia nacionalista, la dreta política i “el moviment nacional”, malgrat totes les seves diferències, van aconseguir posar-se d'acord en una certa imatge de l'enemic cultural.
Aleshores, el fet que el Nacionalsocialisme considerés l'art com l'expressió de l'"ànima racial" i alhora hagués convertit la puresa racial en el seu cavall de batalla (a moltes universitat alemanyes es van constituir instituts "per a la higiene racial") va comportar l'exclusió dels jueus de la concepció i govern de la música "alemanya ària". A partir de 1933 no se'ls va deixar cap opció d'exercir la professió musical, ja fos com intèrprets o compositors, o com a editors, professors, organitzadors de concerts o gestors de la política cultural.

### Exili d'artistes
La "unificació" (Gleichschaltung) va provocar un autèntic "èxode de la cultura". S'estima en prop de 5.500 el nombre d'escriptors, artistes, intel·lectuals i científics que es van veure obligats a abandonar Alemanya a partir de 1933, xifra que constitueix el 10% del nombre total d'emigrats. Eren opositors polítics, artistes "degenerats" o "metecs" (estrangers, és a dir, essencialment jueus), quan no les tres coses alhora. El grup més importants (prop de 250 individus) era el dels escriptors. Tanmateix la censura no va arribar a impedir que es constituïssin "nínxols", gràcies als quals alguns joves autors o artistes, que aconseguirien notorietat després de la guerra, van poder oferir les primeres mostres del seu talent. De fet, Goebbels era prou pragmàtic com per deixar entre oberts alguns espais de llibertat i cuidar així la imatge d'Alemanya a l'estranger. En qualsevol cas, els actes o actituds de resistència no han de fer-nos oblidar que el poble alemany en conjunt, començant pels artistes, va seguir endavant i es va adaptar al règim nazi.
Les persecucions que van patir els músics, en particular els músics jueus, quan no van optar per col·laborar i adaptar-se al sistema vigent, els van portar a escollir l'emigració exterior o interior. Cal dir que un músic podia romandre a l'Alemanya nazi sense que el seu art, poc susceptible de ser considerat crític enfront del règim, se'n ressentís, cosa que en canvi era habitual en el cas d'un pintor o d'un escriptor.

## Claus de la ideologia nacionalsocialista primerenca
- Nacionalisme alemany.
- Pangermanisme.
- Corporativisme, la creació d'un cos col·lectiu entre l'Estat, empresaris i treballadors.
- Economia dirigida per l'Estat (socialisme) i keynesianisme militar.
- Romanticisme i tercera posició. Rebuig de les ideologies hereves de la Il·lustració afavorint en el seu lloc els mites nacionalistes.
  - Anticapitalisme, i en general oposició a tota forma d'ideologia liberal, al capitalisme i l'economia de mercat.
  - Anticomunisme i, en general, oposició a tota forma d'ideologia marxista i materialista i a la lluita de classes.
- Protecció de la propietat privada[81] (sota la intervenció de l'Estat).

No va haver cap nacionalització ni col·lectivització de cap empresa. Va haver l'arianització d'empreses, que consistia en canviar el patró.
A principis de l'Alemanya Nazi, Goebbels organitzà expedicions de càstig contra propietaris d'immobles odiats pels inquilins anomenades Socialisme en acció (Sozialismus der Tat). Realment no eren cap acció de caràcter socialista.
L'autarquia mai impedí el desenvolupament ni l'enriquiment de les empreses. La concentració econòmica no parà baix el govern de Hitler.
- Populisme, la representació dels sectors pobres i mitjans de la societat.
- Racisme.
  - Especialment l'antisemitisme.
  - Creació de l'Herrenrasse pel Lebensborn (un departament del Tercer Reich).
  - Antieslavisme (almenys fins a la Segona Guerra Mundial).
  - Creença d'alguns ideòlegs en la superioritat de la raça ària, alemanya i nòrdica, encara que també de la raça blanca europea.
- Eutanàsia i eugenèsia buscant la suposada "higiene racial".
- Negació de la democràcia (especialment la democràcia liberal), amb la consegüent prohibició de l'existència de partits polítics i sindicats.
- Führerprinzip/creença en el cap (Responsabilitat ascendent i autoritat descendent).
- Forta exhibició de la cultura local.
- Regeneració de l'art.
- Amor a la Naturalesa i creació de reserves naturals i lleis de protecció de la Naturalesa (ecofeixisme).
- Darwinisme social.
- Defensa de Sang i Terra (en alemany: "Blut und Boden" - idea representada pels colors vermell i negre de la bandera nazi).
- "Lebensraumpolitik", "Lebensraum im Osten" (Creació de més espai vital per als alemanys a l'Est d'Europa).
- Relació amb el feixisme italià de Benito Mussolini i l'espanyol de Francisco Franco.
- Creació del Front de Treball, que aglutinava als treballadors d'Alemanya per a un millor enteniment dels problemes d'aquests.
- Projecte "Bellesa en el treball" per millorar les condicions laborals dels obrers.
- Creació de l'"Ajuda d'Hivern" per acabar amb la gana i la penosa situació de molts alemanys abans del Reich.
- Grans actes de masses per fomentar l'esperit col·lectiu.
- Ser membre de les Joventuts Hitlerianes era voluntari (obligatori des de 1936), a partir dels 10 i fins als 17 anys.

## Neonazisme
El neonazisme és un nom genèric que es fa servir per referir-se al seguit de moviments polítics d'extrema dreta posteriors a la Segona Guerra Mundial, que tenen com a objectiu reactivar els principis del nacionalsocialisme. Aquest conjunt de grups vol inspirar-se en el pensament dels antics dirigents nazis alemanys i agrupa diverses organitzacions feixistes que es beneficien de la llibertat d'expressió i llibertat de premsa d'algunes democràcies occidentals, que abominen.
Malgrat que en alguns països la jurisdicció en permet l'existència, en molts països, entre ells l'Alemanya actual, hi ha lleis estrictes en contra del nacionalsocialisme, l'apologia del qual és considerada un delicte, així com en contra d'una de les seves posicions ideològiques comunes, el negacionisme de l'Holocaust. Un bon nombre d'aquests grups, però, rebutgen ser catalogats com a nacionalsocialistes i decideixen fer servir d'altres noms, bé per evitar problemes legals o bé per aconseguir cert grau de reconeixement.
A la ciutat de Barcelona el seu nucli és la Llibreria Europa, al districte de Gràcia, i que fins al 1993 va ser també la seu del difunt grup nacionalsocialista CEDADE (Cercle Espanyol d'Amics d'Europa).